# Saint-Évarzec
Saint-Évarzec [sɛ̃tevaʁzɛk] (en breton : Sant-Evarzeg) est une commune du département du Finistère, dans la région Bretagne, en France.

## Géographie

### Situation
Saint-Évarzec est une commune du Pays fouesnantais située dans le sud du département du Finistère, au nord de la Baie de La Forêt et toute proche de Quimper.

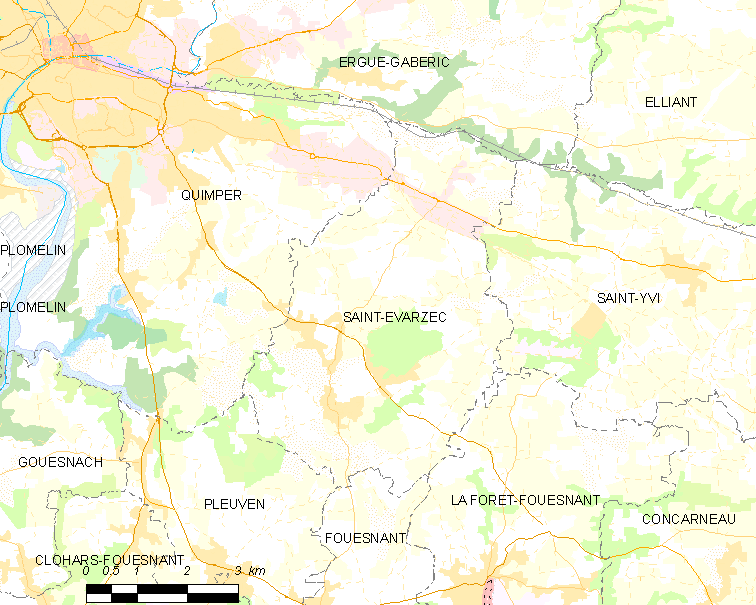
Carte de la commune de Saint-Évarzec.

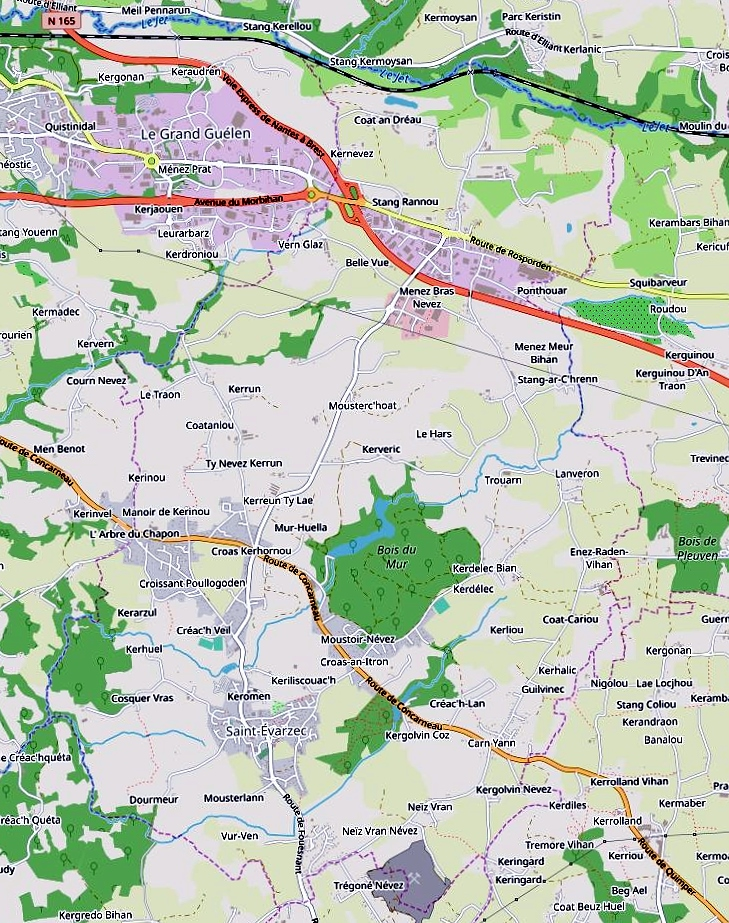
Carte de la commune de Saint-Évarzec (OpenStreetMap).

|         | Ergué-Gabéric |                    |
| Quimper | Saint-Evarzec | Saint-Yvi          |
| Pleuven | Fouesnant     | La Forêt-Fouesnant |

### Relief et hydrographie
Le relief de la commune est très vallonné : l'altitude la plus élevée est de 98 mètres au niveau du château d'eau situé dans l'est du finage communal, au nord d'Énez Raden, la plus basse, 11 mètres d'altitude, se trouvant à la limite ouest de la commune, à la confluence du Ruisseau de l'Anse de Saint-Cadou avec le Ruisseau du Mur ; le bourg est vers une soixantaine de mètres d'altitude. Le finage communal est constitué de deux plateaux granitiques séparés par la vallée du ruisseau de l'anse de Saint-Cadou, d'altitude moyenne de 50 à 70 mètres.
Plusieurs petits cours d'eau ont leur source sur le territoire communal, qu'ils échancrent par des vallées assez encaissées : deux d'entre eux sont des petits fleuves côtiers affluents de rive gauche de la ria de l'Odet, qui ont leur source dans l'est de la commune et coulent vers l'ouest : le Ruisseau du Lendu (qui rejoint l'Odet dans l'Anse de Toulven) et le Ruisseau de l'Anse de Saint-Cadou, qui alimente les étangs du Moustoir, passe au sud du bourg, avant de former la limite communale avec Pleuven jusqu'à sa confluence avec son principal affluent de rive droite, le Ruisseau du Mur ; ce dernier, qui a sa source dans la commune de Saint-Yvi, forme un temps limite entre cette commune et Saint-Évarzec, avant d'alimenter l'étang du Mur, puis celui de Meil Gwen, et enfin forme dans la dernière partie de son cours limite entre Saint-Évarzec et Quimper (anciennement avec Ergué-Armel). Deux petits fleuves côtiers, l'un étant la Rivière de La Forêt qui a sa source au pied de l'escarpement formé par le Bois de Pleuven (celui-ci se trouve dans la commune de Saint-Yvi), coule vers le sud dans une vallée aux versants encaissés, avant de se jeter dans l'Anse du Bourg à La Forêt-Fouesnant, l'autre étant le ruisseau de Pen Al Len (Penalen) qui se jette dans l'Anse de Penfoulic.
La limite nord de la commune est formée par un tronçon de la vallée du Jet, affluent de rive gauche de l'Odet, qui sépare la commune de celle d'Elliant.
La commune est assez boisée : les versants des cours d'eau précités le sont presque tout au long de leur parcours ; le bois le plus étendu est le bois du Mur, situé principalement au sud de l'étang et du château du Mur, mais les environs du manoir du Moustoir sont également boisés.
Le Jet, d'une longueur de 29 km, prend sa source dans la commune de Coray et se jette  dans l'Odet à Quimper, après avoir traversé sept communes.  Les caractéristiques hydrologiques du Jet sont données par la station hydrologique située sur la commune d'Ergué-Gabéric. Le débit moyen mensuel est de 2,32 m3/s. Le débit moyen journalier maximum est de 28,5 m3/s, atteint lors de la crue du 12 décembre 2000. Le débit instantané maximal est quant à lui de 48,2 m3/s, atteint le même jour.
L'anse de Saint-Cadou, d'une longueur de 12 km, prend sa source dans la commune  et se jette  dans l'Odet en limite de Gouesnach et de Quimper.
Le Mur, d'une longueur de 11 km, prend sa source dans la commune de Saint-Yvi et se jette  dans l'anse de Saint-Cadou à Pleuven, après avoir traversé quatre communes.

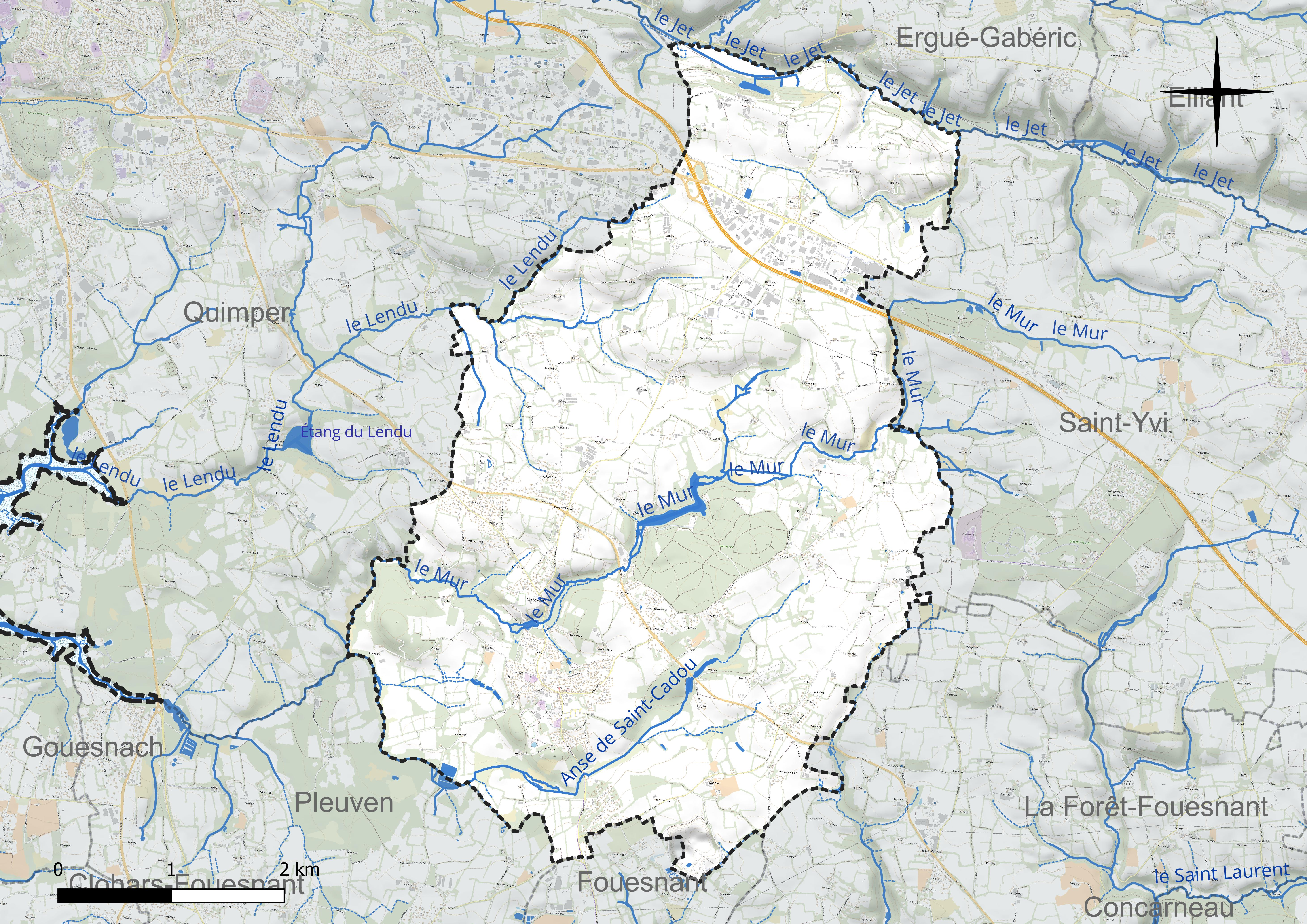
Réseau hydrographique de Saint-Évarzec.

Un plan d'eau complète le réseau hydrographique : l'étang du Mur (6,5 ha),.

### Climat
Pour des articles plus généraux, voir Climat de la Bretagne et Climat du Finistère.
En 2010, le climat de la commune est de type climat océanique franc, selon une étude du CNRS s'appuyant sur une série de données couvrant la période 1971-2000. En 2020, Météo-France publie une typologie des climats de la France métropolitaine dans laquelle la commune est exposée à un climat océanique et est dans la région climatique Bretagne orientale et méridionale, Pays nantais, Vendée, caractérisée par une faible pluviométrie en été et une bonne insolation. Parallèlement l'observatoire de l'environnement en Bretagne publie en 2020 un zonage climatique de la région Bretagne, s'appuyant sur des données de Météo-France de 2009. La commune est, selon ce zonage, dans la zone « Monts d'Arrée », avec des hivers froids, peu de chaleurs et de fortes pluies.
Pour la période 1971-2000, la température annuelle moyenne est de 11,7 °C, avec  une amplitude thermique annuelle de 10,9 °C. Le cumul annuel moyen de précipitations est de 1 133 mm, avec 15,5 jours de précipitations en janvier et 8,3 jours en juillet. Pour la période 1991-2020, la température moyenne annuelle observée sur la station météorologique la plus proche, située sur la commune de Plomelin à 10 km à vol d'oiseau, est de 12,2 °C et le cumul annuel moyen de précipitations est de 1 150,4 mm,. Pour l'avenir, les paramètres climatiques de la commune estimés pour 2050 selon différents scénarios d'émission de gaz à effet de serre sont consultables sur un site dédié publié par Météo-France en novembre 2022.

## Urbanisme

### Typologie
Au 1er janvier 2024, Saint-Évarzec est catégorisée bourg rural, selon la nouvelle grille communale de densité à 7 niveaux définie par l'Insee en 2022.
Elle appartient à l'unité urbaine de Saint-Évarzec, une unité urbaine monocommunale constituant une ville isolée,. Par ailleurs la commune fait partie de l'aire d'attraction de Quimper, dont elle est une commune de la couronne,. Cette aire, qui regroupe 58 communes, est catégorisée dans les aires de 200 000 à moins de 700 000 habitants,.

### Occupation des sols
L'occupation des sols de la commune, telle qu'elle ressort de la base de données européenne d'occupation biophysique des sols Corine Land Cover (CLC), est marquée par l'importance des territoires agricoles (79,3 % en 2018), en diminution par rapport à 1990 (81,3 %). La répartition détaillée en 2018 est la suivante : 
zones agricoles hétérogènes (40,5 %), terres arables (33,5 %), forêts (8,9 %), zones urbanisées (6,2 %), prairies (5,3 %), zones industrielles ou commerciales et réseaux de communication (4,8 %), mines, décharges et chantiers (0,8 %). L'évolution de l'occupation des sols de la commune et de ses infrastructures peut être observée sur les différentes représentations cartographiques du territoire : la carte de Cassini (XVIIIe siècle), la carte d'état-major (1820-1866) et les cartes ou photos aériennes de l'IGN pour la période actuelle (1950 à aujourd'hui).

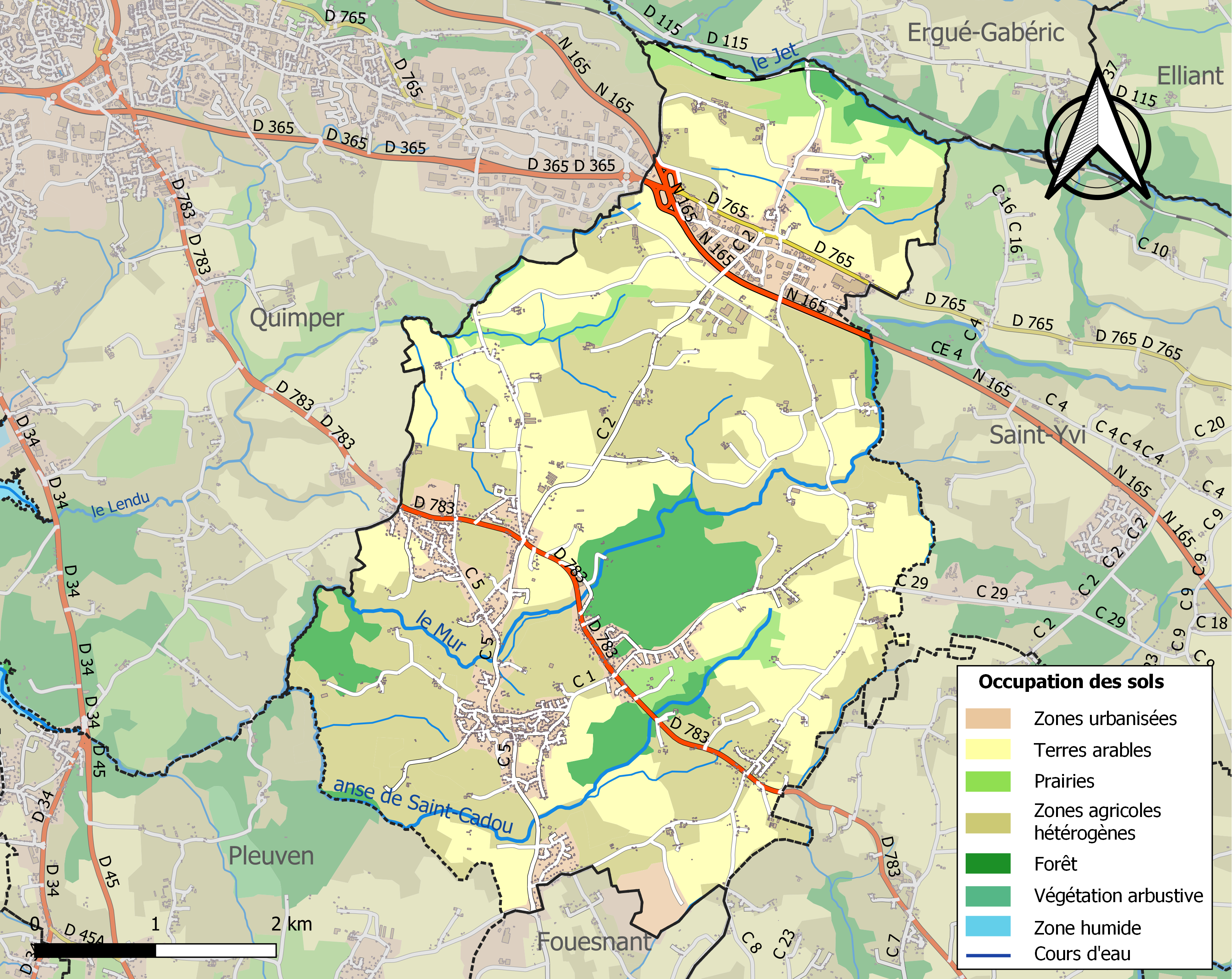
Carte des infrastructures et de l'occupation des sols de la commune en 2018 (CLC).

## Géologie
Des affleurements d'amphibolite forment une traînée allant de Saint-Évarzec à Quimperlé. Du leucogranite (un banc affleure de Landudec à Saint-Évarzec en passant par Pluguffan et Plomelin) est exploité dans les carrières de Meilgwen et Poullodec au nord de Saint-Évarzec. La principale carrière est la carrière Lannurien, située à Neiz Vran, spécialisée dans l'exploitation de gravières et sablières et l'extraction d'argiles et de kaolin. Sa fin d'exploitation est prévue pour 2037 et le site, après la fermeture, pourra offrir une réserve d'eau potable de 3,7 millions de m3.
Un filon de quartz commence un peu à l'est du bourg de Saint-Évarzec et ses affleureents sont visibles sur deux kilomètres jusqu'à la rive droite du ruisseau de Penanster ; d'énormes blocs affleuraient, imitant des monuments mégalithiques, dans les taillis du Moustoir et à leur voisinage, mais ils ont disparu utilisés comme matériaux d'empierrement.

## Habitat

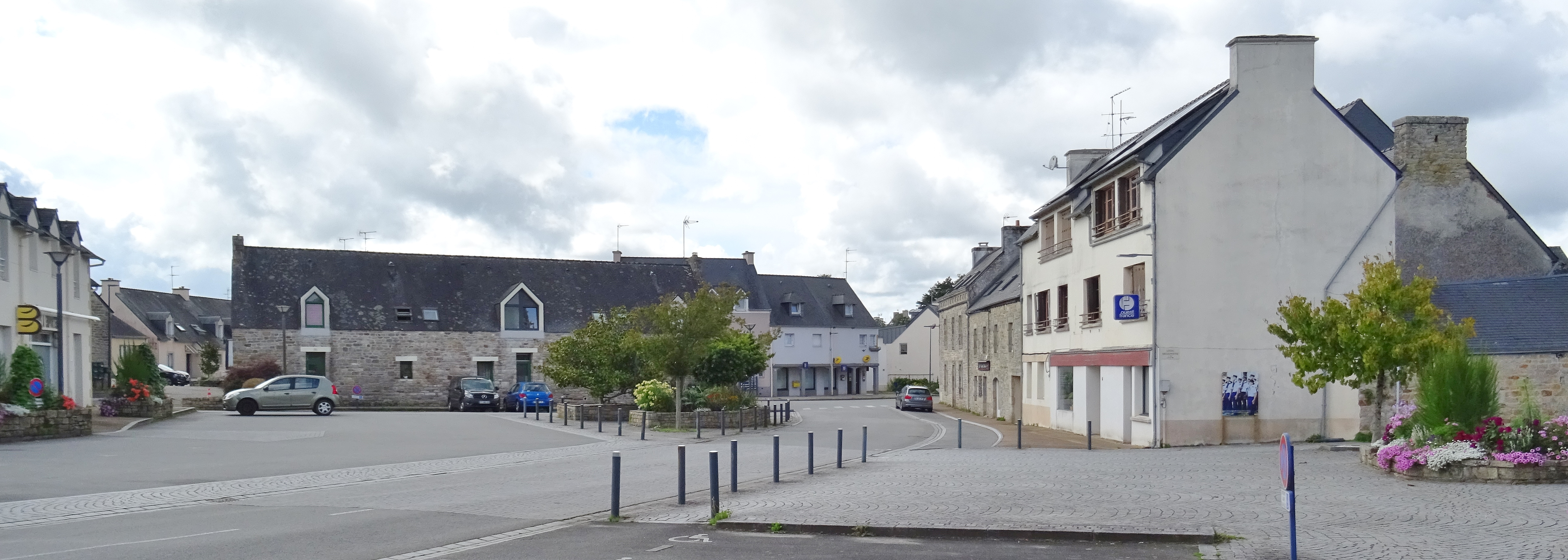
Le bourg de Saint-Évarzec (Place de la Mairie) vu depuis la place de l'église Saint-Primel.

### L'habitat rural
Le paysage agraire traditionnel est celui du bocage avec un habitat dispersé en écarts formés de hameaux et fermes isolées. Mais la proximité de Quimper a considérablement modifié l'aspect de la commune : le bourg, qui était de modeste dimension, a grossi en raison de la construction de plusieurs lotissements à l'ouest, au nord-est et au sud du bourg traditionnel ; la rurbanisation est importante de part et d'autre de la D 783 en direction de Quimper (dans les environs de Croas Kerhornou, Stang Korriquet, Poullogoden, Beg Kervoalic), mais aussi à l'est du bourg, toujours le long de cette même route (Kroas an Itron, Moustoir Nevez) ainsi qu'au sud-est (Carn Yan). Un autre lotissement a été créé à Ménez Rohou, au sud du bourg.

### La zone d'activités de Troyalac'h
Mais la transformation la plus importante est la création de la Zone d'activités de Troyalac'h, dans la partie nord de la commune, entre la RN 165 (desservie par l'échangeur de Troyalac'h) et la D 765, créée en 1982, qui a attiré de nombreuses entreprises industrielles et commerciales en raison de sa proximité avec Quimper, qui compte plus de 2 000 salariés (120 entreprises), trois bars-restaurants et plusieurs autres commerces. Mais cette zone est éloignée et mal reliée au bourg de Saint-Évarzec.

## Transports
Le bourg de Saint-Évarzec n'est desservi que par des routes secondaires mais d'importants axes routiers traversent le territoire communal : la voie rapide RN 165 de Nantes à Brest principalement (la commune est desservie par l'échangeur de Troyalac'h), mais aussi la D 765 allant de Quimper à Rosporden (il s'agit de l'ancienne RN 165 d'avant la voie express) traversent le nord de la commune ; la D 783 (ancienne Route nationale 783 déclassée en départementale), qui va de Quimper à Concarneau traverse le centre de la commune, passant à l'est du bourg.

## Toponymie
Le nom de la localité est attesté sous les formes Sendefaduc en 1182, Sent Defridoc en 1192-1202, Sancteverdec fin XVe siècle, Sainctevarzec en 1535, Saint Evarsec 1553, Saint Evarzec en 1629. Dans la charte du duc de Bretagne Conan IV (selon une copie datant du 1er novembre 1451), Saint-Évarzec est nommé Sendefaduc.
Selon Oheix Saint-Evarzec proviendrait de Tefridoc, un saint gallois du VIe siècle connu seulement pour être le moine fondateur de Llandyfrydog, dans l'île d'Anglesey. Mais dans la commune de Landrévarzec, où l'on honore aussi saint Évarzec, une autre explication est fournie : un texte du XIe siècle prouve que ce nom de lieu est formé de trois mots, les deux termes géographiques lan et tref, et le nom d'homme « Hartuc ».
Selon René Kerviler, saint Evarzec, patron primitif de Saint-Évarzec, où il a été remplacé par saint Primel, était un abbé du XIIe siècle appelé en latin sanctus Everardus.

## Histoire

### Préhistoire et Antiquité
Des différents menhirs ayant existé sur le territoire communal ne subsiste que celui de Kerhuel ; un tumulus, constitué d'une tombe circulaire de 6 mètres de diamètre, haut de 1,50 mètre, constitué de pierres sèches plates, se trouve à proximité, ainsi qu'une tombe latérale plus modeste (reconstitués sur le terre-plein du Musée de la Préhistoire finistérienne de Penmarc'h). Un dolmen renversé se trouvait à droite de la route allant de Quimper à Rosporden, au km 47,5 et un tumulus dans les bas-fonds de Creac'h Quetta, à proximité de la limite de la commune de Pleuven [il s'agit probablement de celui de Kerhuel].

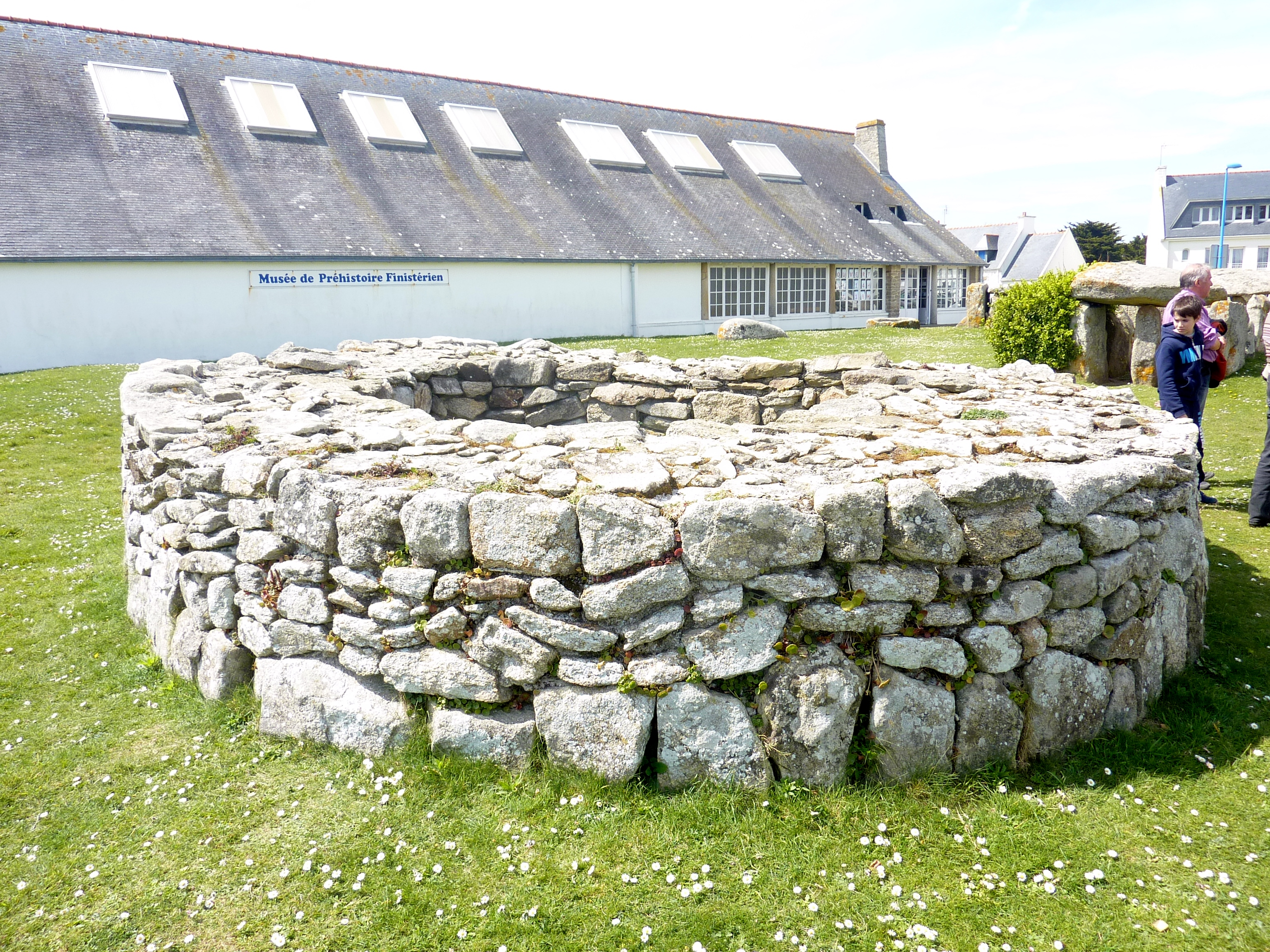
Tumulus circulaire de Kerhuel (datant de l'âge du bronze, réimplanté au Musée de la Préhistoire finistérienne de Penmarch).

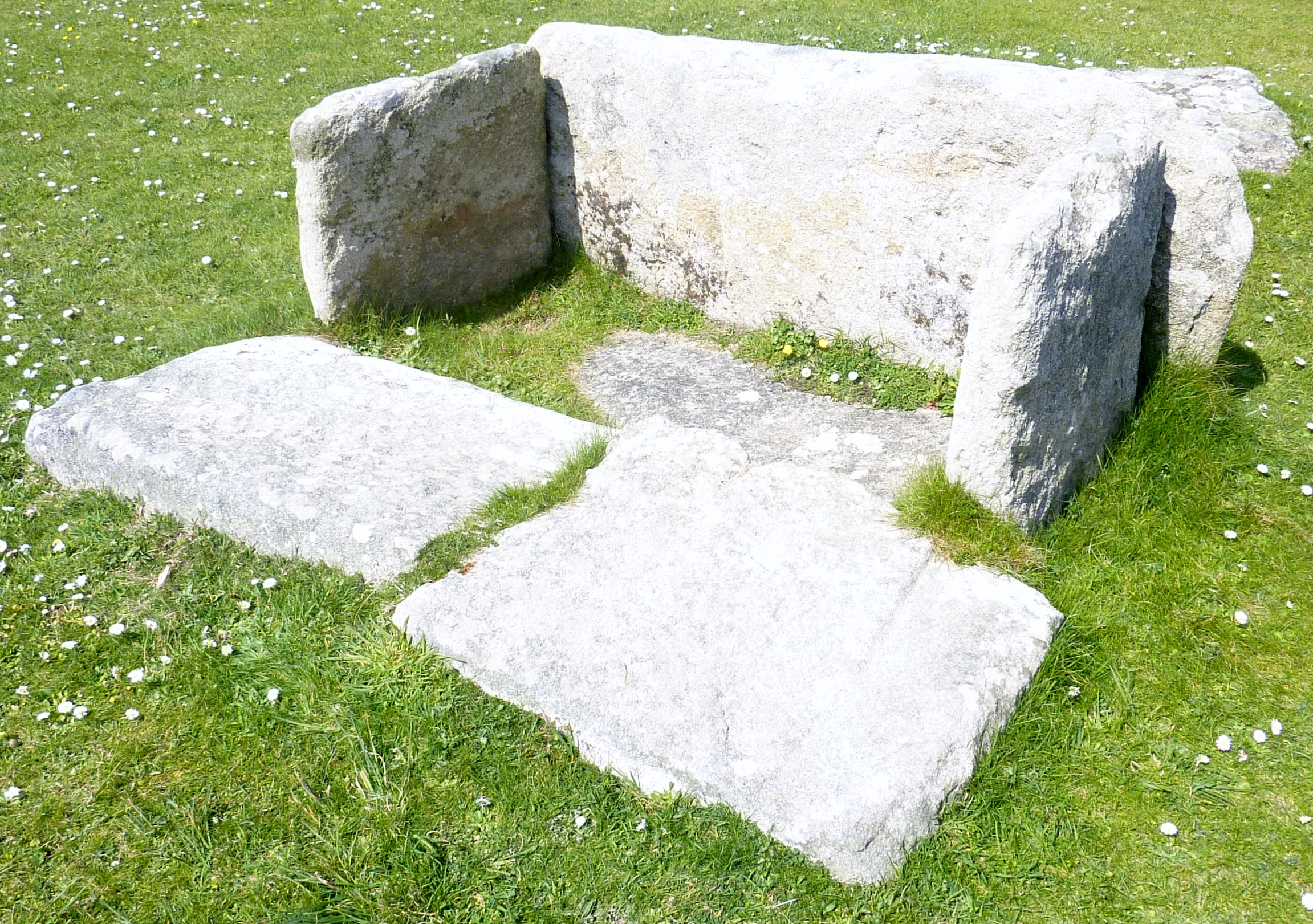
Coffre à rainures de Kerhuel (datant de l'âge du bronze, réimplanté au Musée de la préhistoire finistérienne de Penmarch).

Deux voies romaines, reliant Aquilonia (Quimper) à Rosporden pour l'une, à Concarneau pour l'autre, traversaient le territoire de la commune et une villa gallo-romaine a été retrouvée au Cavardy.
Charles Armand Picquenard, en fait cette description en 1906 :

« Les ruines du Cavardy (...) sont situées à 300 m à l'ouest du bourg de Saint-Évarzec sur un plateau (...) à environ 70 m d'altitude. L'établissement gallo-romain du Cavardy se composait de son temps de trois constructions : A et B étaient situées à l'ouest du plateau ; C était située plus à l'est (...). »

En 1906, Charles Armand Picquenard, reprenant en partie une étude de Grenot datant de 1867, décrit ce qui reste de ces  villas : des pans de murs s'élevant encore par endroits jusqu'à 2 m de haut, des contreforts atteignant encore plus de 4 m de haut pour la construction A longue de 25,5 m ; une subdivision en trois pièces, dont une grande pièce de 8,5 m sur 6,66 m située à l'ouest, pour la construction B ; une forme presque carrée (7,8 m  sur 6,84 m), et son mur est percé de deux ouvertures, pour la construction C (totalement disparue en 1906) ; des monnaies, des tuiles creuses, des poteries rouges et noires, des clous, des fragments de verre, des coquillages, etc. ont été trouvés lors des fouilles. La construction A était encore debout en 1867, servant de maison d'habitation et couverte de chaume (elle aurait même servi de cabaret antérieurement) et des pièces de monnaie datant de Louis XIII trouvées sur place montrent une utilisation continue du site à travers les siècles. Les nombreux pieds de buis commun trouvés aux alentours sont probablement des vestiges des cultures ornementales des gallo-romains qui vivaient là.

### Moyen Âge
La paroisse de Saint-Évarzec est issue d'un démembrement de la paroisse de l'Armorique primitive de Pleuven ; toutefois la partie nord dépendait de la paroisse primitive d'Ergué-Armel.
D'après le dictionnaire des châteaux (de Salch, chez Publitotal), il y a deux mottes féodales (celle du Treff était encore visible au milieu du XIXe siècle).

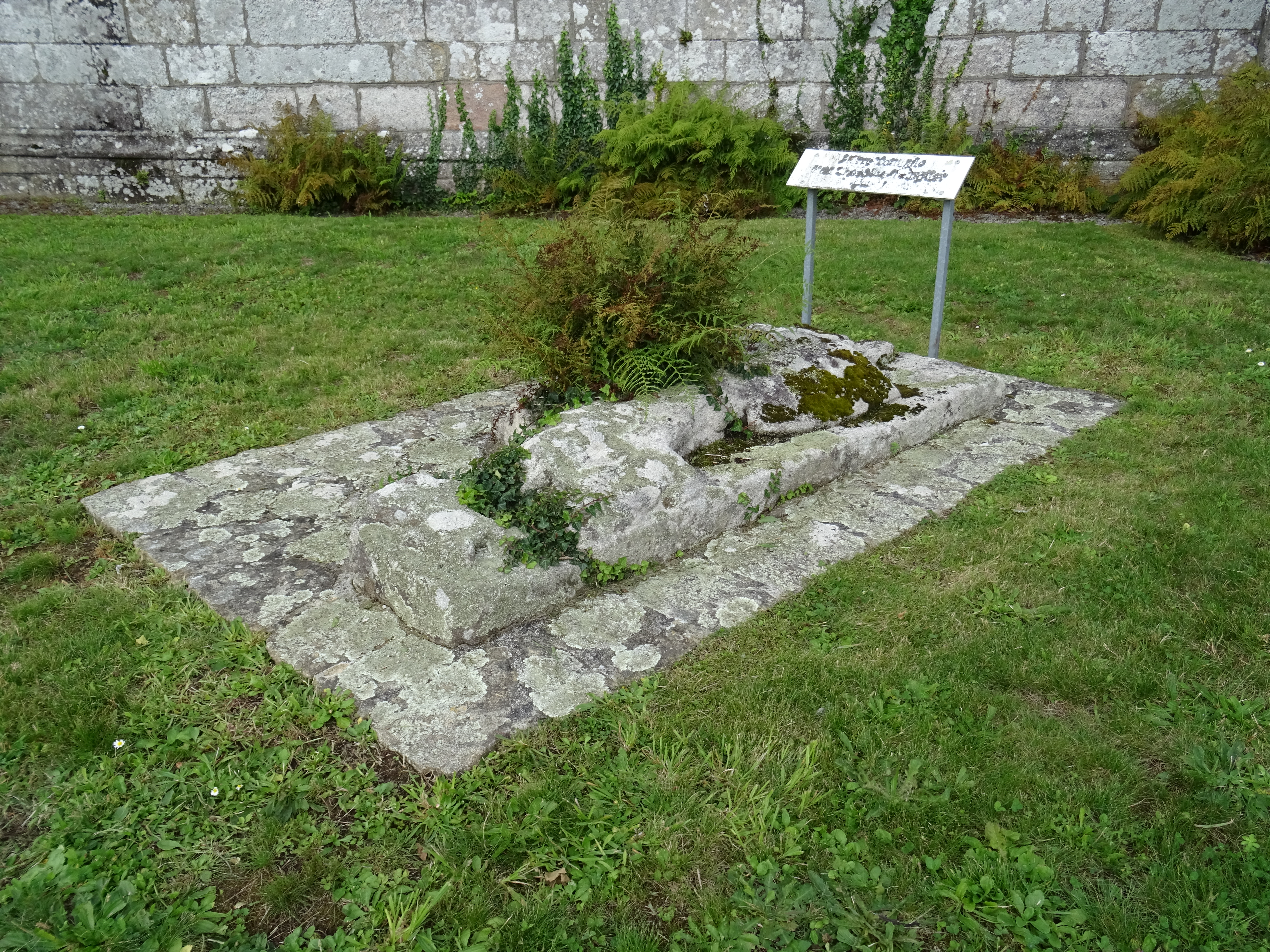
Ancienne pierre tombale située dans l'enclos paroissial, désormais place de l'église, et datant probblement du XIIIe siècle.

Deux établissements des Templiers auraient existé, l'un au Mur, l'autre à Creac'h Miquel.
Les seigneurs du Mur, seigneurs du dit lieu en Saint-Évarzec, mais aussi de Penanster en Fouesnant, de Kerdavid en Locamand, de Kerdudal en Riec et de Livinot en Bannalec, furent représentés aux réformations et montres de l'évêché de Cornouaille entre 1426 et 1562 et disposaient d'une châtellenie ; Jehan du Mur, né vers 1365 (calendrier julien) en est le plus ancien membre connu. La famille du Mur s'est éteinte dès le XVe siècle, fondue en raison du mariage de son héritière, dans la maison du Juch et passa ensuite aux mains de la famille Gouyon de la Moussaye, puis en 1699 devint la propriété de François de Franquetot de Coigny, puis de la famille Éon du Vieux-Châtel, qui possédait le château de Kérouzéré juste avant la Révolution française. En 1730, la seigneurie du Mur s'étandait sur 33 tenures, 2 moulins (le "moulin roux" et le "moulin blanc") et le bois du Mur.
La seigneurie du Moustoir existe depuis au moins le XIIIe siècle ; elle s'étendait aussi sur Fouesnant, Locamand, Pleuven, Clohars-Fouesnant et Scaër ; le seigneur du Moustoir avait armoiries et prééminences dans l'église paroissiale ; le manoir actuel date des XVe – XVIe siècles.
Les seigneurs du Treff, seigneurs du dit lieu et de Rozhellou en Elliant étaient représentés à la réformation de l'évêché de Cornouaille en 1426 ; ils disposaient du droit de haute justice, comme en témoigne le lieu-dit  Ménez Justissou où se trouvaient leurs fourches patibulaires. Éon du Treff fut capitaine de Quimperlé en 1389 et de Concarneau en 1392. Le château du Treff fut abandonné assez tôt, sa seigneurie étant englobée dans celle de Toulgoat (en Saint-Yvi), de même que celle du Treff.

### Époque moderne
Pendant les guerres de la Ligue, le 17 janvier 1576, trente gentilshommes du pays, commandés par messires de Kermassouet et Baud de Vigne-la-Houlle, qui professaient la religion réformée prirent par ruse la ville de Concarneau. Les habitants des paroisses voisines, commandés par de Pratmaria et Jean de Tyvarlen s'assemblent au son du tocsin (« le tocsin sonnait dans les paroisses de Fouesnant, Pleuven, Saint-Évarzec et autres, et nous entourions la place , à la tête de 8 à 10 000 paysans » et se dirigent vers Concarneau, aidant à la reprise de la ville par les catholiques.
Cette commune est connue pour des faits liés à la Révolte des Bonnets rouges en 1675.
En 1759 la paroisse de Saint-Évarzec devait chaque année fournir 14 hommes pour servir de garde-côtes.
Une épidémie de typhus et de dysenterie culmina entre 1758 et 1761 : 214 décès sont constatés en quatre ans, soit le quart de la population paroissiale ; le typhus frappé encore en 1772, la petite vérole en 1773 et 1774 ; l'année 1787 connut 57 décès. Sur la période 1743-1792 on compte 1 673 naissances et 1 821 décès (dont 534 enfants de moins de 1 an).

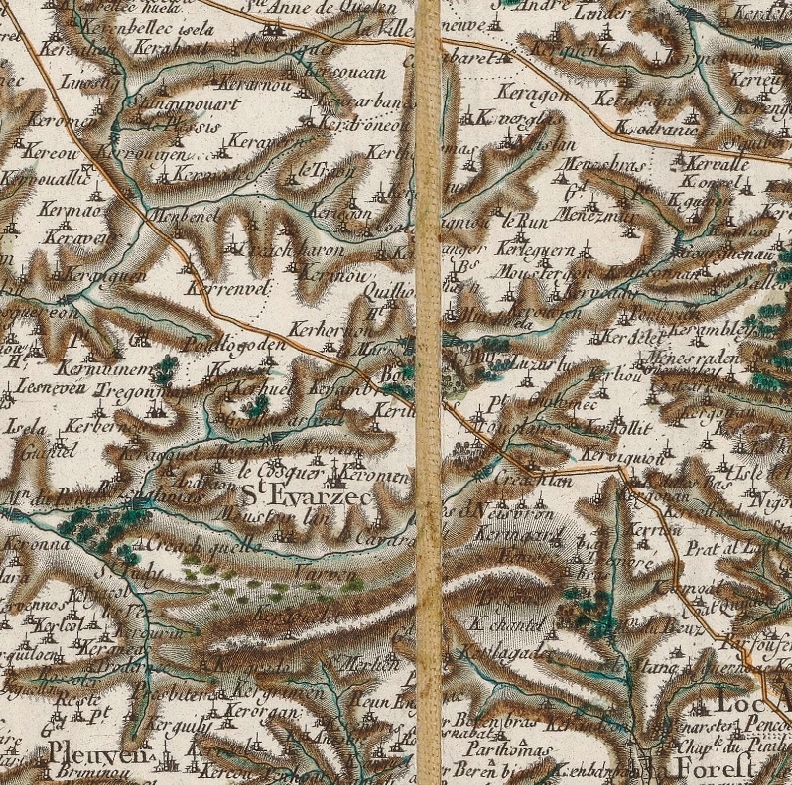
Carte de Cassini de la paroisse de Saint-Évarzec (1783).

Jean-Baptiste Ogée décrit ainsi Saint-Évarzec en 1778 :

« Saint-Evarzec ; sur une hauteur ; à une lieue et demie au sud-sud-est de Quimper, son évêché ; à 39 lieues de Rennes et à 3 lieues de Concarneau, sa subdélégation et son ressort. Cette paroisse compte 700 communiants ; la cure est à l'alternative. Le territoire, borné à l'ouest par la rivière d'Odet [faux, Saint-Évarzec était séparé de l'Odet par les paroisses de Pleuven et Ergué-Armel ], et coupé de ruisseaux qui arrosent des prairies, offre à la vue des terres en labeur, des arbres à fruits et plusieurs cantons de terres incultes dont le sol est entièrement stérile. Les Murs-Hunes [en fait les seigneuries du Mûr et du Henvez] et Guériven forment une haute justice, qui appartient à M. le comte de Coigni [Coigny]. Les manoirs de Montarlan et de Montergoët sont très anciens. »

Une autre seigneurie importante était la seigneurie du Moustoir (du breton mouster ("monastère, prieuré"). Son seigneur n'hésitait pas à se plaindre de ses paysans, écrivant qu'il se trouve « aux environs du manoir une grande quantité de souches dont les arbres ont été abattus. Les paysans ne font point de difficultés de donner en plein jour des coups de pioche dans ces bois : ils renouvellent cette manœuvre pendant un mois ou deux, et enfin le pied entamé tombe nécessairement. Chaque jour fournit des exemples multipliés de cet abus (...) Les bois taillis sont également dans le plus grand désordre.
La paroisse de Saint-Évarzec dépendait de deux juridictions seigneuriales : les deux-tiers nord dépendaient de la sénéchaussée de Concarneau, le tiers sud de la juridiction de "Mur, Henvez (en Fouesnant) et Gueriven ( en Pleuven)" qui appartenait en indivision à ces trois seigneurs et dont le siège était à Saint-Évarzec jusqu'en 1783, avant d'être transféré à Pleuven.
Au XVIIIe siècle les familles seigneuriales ne résidaient pas sur place, mais à Paris, pour les familles de Coigny et d'Arenberg (Charles Léopold, prince et duc d'Arenberg (1721-1778), est alors seigneur du Moustoir, qui lui a été apporté en dot par son épouse Louise de la Mark), et à Rennes pour la famille Rosnyvinen de Piré.
Le "général" de la paroisse se tenait régulièrement sous le porche sud et élisait chaque année un "procureur terrien" qui administratif la paroisse et deux fabriciens, qui géraient la fabrique.
En 1780, 66,3 % de la superficie de la paroisse étaient cultivés, pour partie en terres chaudes, pour partie en terres froides et prés fauchables.
Les paysans étaient astreints aux corvées : par exemple une ordonnance du 22 mars 1717, les habitants des paroisses d'Ergué-Armel, Saint-Évarzec, Clohars-Fouesnant, Gouesnac'h et Pleuven « se rendront au nombre de vingt hommes de chaque paroisse, et chaque jour alternativement suivant les rôles qui seront à cette fin arrêtés » pour réparer un tronçon du « chemin de la ville de Quimper à celles de Concarneau et Rosporden » jusqu'à ce que les réparations « soient finies et parfaites » ; les paysans devaient aussi souvent participer à des transports (par exemple de bois depuis la forêt de Carnoët) liés aux arsenaux de Brest et Lorient.

### Révolution française
Le cahier de doléances de Saint-Évarzec est rédigé le 5 avril 1789 (une réunion s'était déjà tenue le 5 février 1789, mais l'avocat Coroller, sénéchal de la juridiction de Cheffontaines et représentant aussi celle de Mur, Henvez et Guéréven, les empêcha alors de délibérer) ; il est quasi identique à celui de Pleuven. Jean Daniel (de Kerongar, le seul à savoir lire sur les 28 paroissiens présents) et Jean Francès représentèrent les Varzécois à l'assemblée du tiers état de la sénéchaussée de Concarneau.
La loi du 12 septembre 1791 supprima momentanément la paroisse de Saint-Évarzec, rattachée à celle d'Ergué-Armel.
Déclarés biens nationaux, le domaine de Kerthomas, qui appartenait aux Dames Augustines de l'hospice Sainte-Catherine de Quimper, fut vendu le 28 avril 1792, le presbytère et le parc Saint-Philbert le 11 messidor an IV (29 juin 1796), le manoir et la métairie du Moustoir le 9 vendémiaire an IV (21 octobre 1795), la métairie et la chapelle du Treff le 29 vendémiaire an IV (1er octobre 1795). Les biens de la seigneurie du Mur ne furent pas déclarés biens nationaux car leur propriétaire, Auguste de Coigny, n'avait pas émigré.
En 1793, 718 des 774 habitants habitaient les 65 écarts de la paroisse, le bourg n'abritant que 56 personnes. Les écarts les plus habités étaient ceux de Neiz Vran (35 habitants), Kerhornou (23 habitants), Mousterlein et Kerdraon (20 habitants chacun), Cosquer et Mouster-Coat (19 habitants chacun).
François Guillaume Kerliézec Royou, avocat, est nommé agent national de Saint-Évarzec en 1793.
Le 20 floréal an IV (9 mai 1796), le vicaire et recteur élu de Saint-Évarzec, jureur, Jacques Lavallot, est tué par arme à feu (il a reçu deux balles, l'une dans une vertèbre, l'autre dans le poumon droit) et le tabernacle du maître-autel de l'église est pillé (il a été ouvert grâce à une clef que le sonneur de cloche, Allain Le Breton, a dû remettre sous la contrainte), le saint ciboire, le soleil et le calice en argent volés, ces exactions étant commises par une bande de chouans non identifiés.
Le 23 septembre 1796 sainte Marie-Magdeleine serait apparue, près de la fontaine de Pollogoden, à un cultivateur de la commune, Yves Chiquet. La nouvelle fut grand bruit dans la région, même si, après enquête, celui-ci fut poursuivi et condamné à trois décennies de prison.

### LeXIXesiècle

#### Pauvreté, analphabétisme et vie agricole
Selon une enquête de la préfecture portant sur l'année 1811, 150 hectares de seigle, 150 ha de sarrasin, 80 ha d'avoine, 7 ha de pommes de terre et 3 ha de froment étaient cultivés. La commune aurait eu alors 240 vaches, 120 bœufs, 10 taureaux et 300 veaux, ainsi que 60 chevaux, 50 juments, 30 poulains et, par ailleurs, 140 porcs.
Les terres étaient amenées grâce au maërl provenant des parages de l'archipel des Glénan et débarqué au fond de la ria de La Forêt ; de là le maërl était acheminé par charrettes attelées de deux chevaux ; ce transport était difficile en raison de la distance et du mauvais état des chemins menant à la mer.
Le 5 juillet 1837 Jean-Marie Daniel, alors maire, écrit au préfet du Finistère : « Il n'y a personne dans l'élection municipale [en dehors de lui] qui sut lire et écrire, et même dans [toute] la commune de Saint-Évarzec, il n'y en a que deux sachant lire et écrire ».

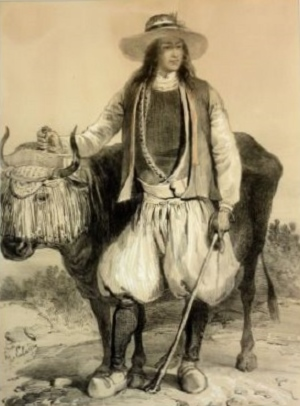
Cultivateur de Saint-Évarzec (dessin de 1848, François Hippolyte Lalaisse, Galerie armoricaine)

En 1851 la commune comptait 75 agriculteurs propriétaires, 164 fermiers et domaniers, 146 journaliers, 176 domestiques et 2 bûcherons, ainsi que 62 personnes exerçant des professions non agricoles.

#### Saint-Évarzec en 1845
A. Marteville et P. Varin, continuateurs d'Ogée, décrivent ainsi Saint-Évarzec en 1845 : « Saint-Évarzec : commune formée de l'ancienne paroisse de ce nom ; aujourd'hui succursale. Géologie : granite ; gneiss au sud du bourg. On parle le breton ».
En juin 1857 un incendie criminel ravagea le village de Mousterland (Mouster Lan) en Saint-Évarzec : « Treize corps de logis, douze bêtes à cornes et le mobilier du fermier ont été entièrement la proie des flammes. (...) Le village incendié appartenait au maire de Quimper (...). L'incendiaire, nommé Troboë, cultivateur à Saint-Évarzec, a été arrêté ».

#### Un bref mandat de maire
Augustin Dumarnay, qui habitait le manoir du Moustoir, élu maire le 23 janvier 1881 à 14 heures, décède le même jour à 18 heures. Sa veuve Eugénie Le Bescond de Coatpont, qui avait hérité entre autres de 12 fermes situées à Saint-Évarzec, ainsi que du manoir, du moulin et de l'étang du Moustoir, finança la construction d'une école privée, ouverte en septembre 1881, tenue par les religieuses de Kermaria, et baptisée "école Saint-Augustin" en mémoire de son mari. Augustin Dumarnay avait aussi offert le vitrail central du chevet de l'église paroissiale en 1872, et sa veuve fit de nombreux autres dons, comme la croix du cimetière en 1886, l'école privée des garçons en 1894, etc.

#### La création des écoles

##### Les écoles privées
L'école Saint-Augustin, école privée de filles, tenue par les Filles de Jésus, est créée en 1882 par la famille Dumarnays, qui habitait le manoir du Moustoir. L'école passe de 60 élèves en 1882 à 140 en 1902 ; elle disposait d'un internat (26 internes en 1902) ; cette école a 50 élèves en 1955 et a fermé en 1972.
L'école Saint-Louis-de-Gonzague, école privée de garçons, tenue par les Frères de l'instruction chrétienne de Ploërmel, ouvre en 1894 ; maintenue en activité en dépit de la loi sur les congrégations, elle est agrandie en 1910 par la construction d'un deuxième bâtiment, perpendiculaire au premier, et à nouveau en 1951.

##### L'école de hameau de Menez Bras
Fin XIXe, la construction de 67 écoles de hameaux a été autorisée dans le Finistère par deux décrets :
- Le décret du 25 octobre 1881 qui a délégué une subvention pour 18 écoles de hameaux sur l'arrondissement de Quimperlé ; toutes ont été bâties.
- Le décret du 14 mars 1882 qui a délégué une subvention pour 50 écoles de hameaux sur les quatre autres arrondissements du département (Brest, Châteaulin, Morlaix, Quimper) à choisir dans les communes « dont le territoire est le plus étendu et les ressources les plus restreintes » ; 49 ont été bâties dont 1 à Saint-Évarzec (Menez-Bras)[53]. Son nombre d' élèves n'a jamais, dépassé 12. Elle a fermé en 1970.

#### La fin duXIXesiècle
En 1867 le chemin allant de Quimper, via Saint-Évarzec, à Fouesnant et Mousterlin est classé "chemin d'intérêt commun" : « ce chemin permet aux habitants de Fouesnant et Saint-Évarzec de prendre les engrais de mer (...) ». Mais en 1871 le Conseil général du Finistère change d'avis et décide que c'est le tracé par Pleuven, au détriment du tracé via Saint-Évarzec, qui est classé "chemin d'intérêt commun" no 12 « attendu que la circulation générale se porte par Pleuven et qu'une notable économie des dépenses départementales doit résulter de ladite substitution » en dépit des protestations du Conseil municipal de Saint-Évarzec.
En 1881 le nouveau maire, Jean Bouard, écrit que  « le chemin de Troc'h-Yalac'h [Troyalac'h] [est] impraticable et dangereux » ; une pétition du 10 août 1882 indique qu' « un précipice véritable est à son entrée sur le chemin de Rosporden ». En 1884 le conseil municipal reconnaît que, l'hiver, la route menant à Ergué-Gabéric, et donc à la chapelle de Kerdévot, n'est qu'une impasse : « les bêtes doivent traverser le Jet à la nage ».
Une épidémie de choléra sévit à Saint-Évarzec entre le 28 octobre 1892 et mai 1893. Une épidémie de variole sévit en 1889, entraînant le décès de plus de 30 enfants.

### LeXXesiècle

#### L'agriculture au début duXXesiècle
En 1901 on recensait à Saint-Évarzec 71 cultivateurs propriétaires, 161 fermiers, ouvriers agricoles et journaliers, ainsi que 11 domestiques ; par ailleurs on dénombrait 36 salariés non agricoles et 71 non salariés de professions diverses (dont 3 ménétriers, 3 vanniers et 2 mendiants, ainsi que 7 instituteurs). En 1902, 556 ha de céréales étaient cultivés (dont 276 ha d'avoine, 128 de sarrasin, 92 ha de seigle, 55 ha de blé) et par ailleurs 9 ha de haricots et 5 ha de chanvre ; les herbages et les cultures fourragères couvraient 1 035 ha.

#### Emploi "abusif" de la langue bretonne
Le 30 mars 1903, le recteur, l'abbé Coroller, eut son traitement suspendu en raison de l'emploi abusif du breton, notamment lors du catéchisme.

#### Les querelles liées à la laïcité
Malgré le vote de la loi sur les congrégations, les sœurs enseignantes de l'école Saint-Augustin purent un temps continuer à enseigner, à la demande de la municipalité varzécoise. Le journal La Croix du 3 janvier 1904 annonce la fermeture de l'école congréganiste de Saint-Évarzec, qui était tenue antérieurement par les Filles de Jésus, sur décision du gouvernement d'Émile Combes. En janvier 1905 l'école des garçons tenue par les Frères de l'instruction chrétienne de Ploërmel est fermée à son tour.
L'inventaire de l'église paroissiale fut dressé le 6 mars 1905.La veille, « les fidèles massés devant les portes se sont opposés, et cela malgré le désir de leur recteur, à me laisser pénétré dans l'église » écrit le percepteur de Rosporden, chargé de l'inventaire.

#### La Première Guerre mondiale

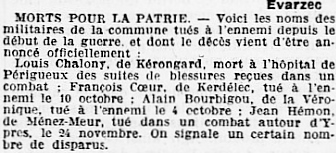
Les premiers morts pour la France de Saint-Évarzec (année 1914) pendant la Première Guerre mondiale (journal L'Ouest-Éclair du 20 janvier 1915).

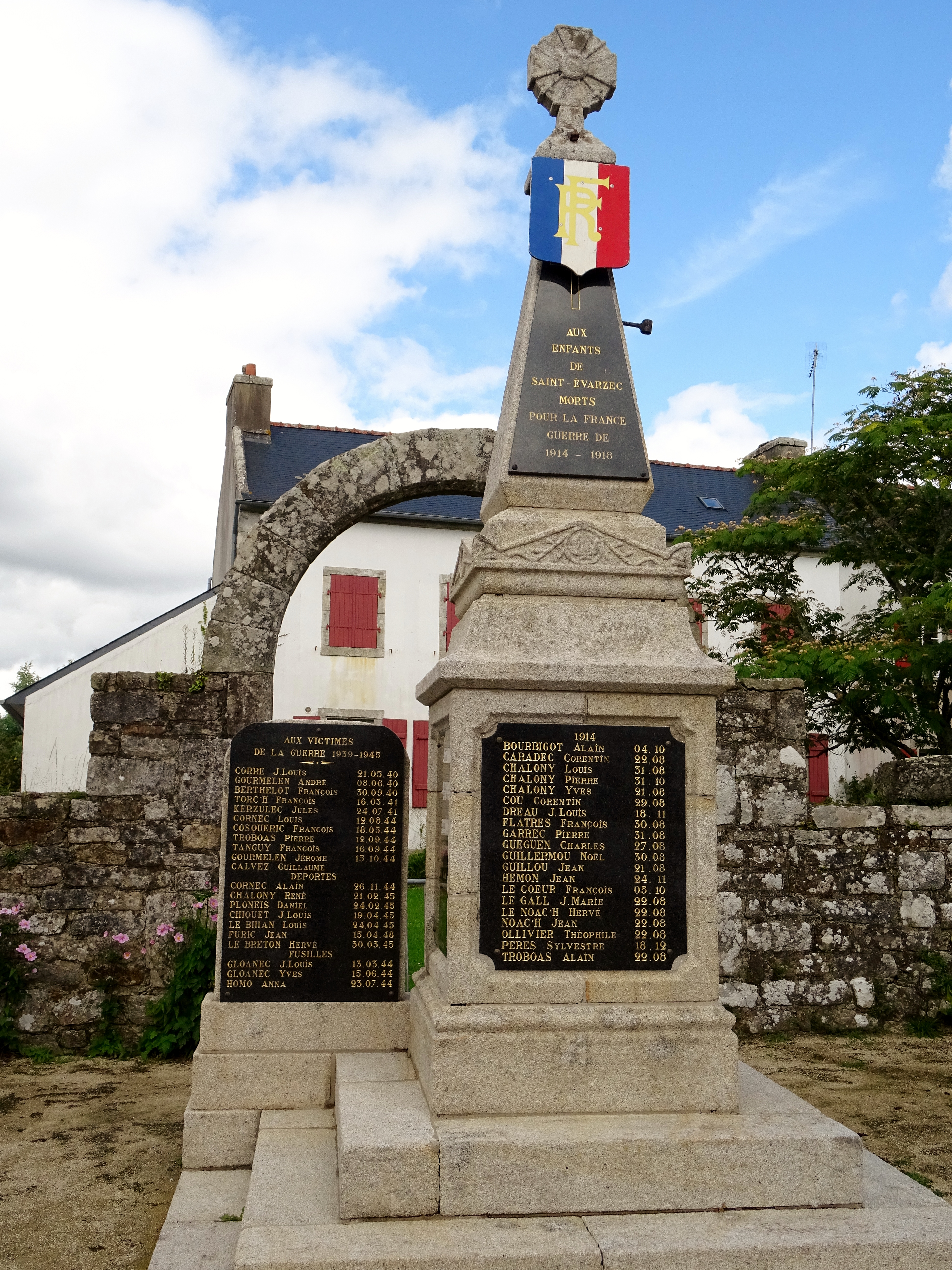
Le monument aux morts de Saint-Évarzec.

Le monument aux morts de Saint-Évarzec (réalisé en 1920 par deux artisans de la commune) porte les noms de 83 soldats morts pour la France pendant la Première Guerre mondiale ; ils seraient même 89 selon un autre décompte : parmi eux, 22 varzécois sont morts pour la France en 1914, 27 en 1915, 11 en 1916, 14 en 1917 et 15 en 1918. Treize d'entre eux au moins sont morts sur le front belge (principalement à Arsimont, Rossignol et Maissin), un (Michel Calvez) est mort en Serbie dans le cadre de l'Expédition de Salonique, un (Jean Crédou) est mort en captivité en Suisse et deux autres (Yves Goyat, Jean Séhédic) en captivité en Allemagne, la plupart des autres sont décédés sur le sol français. Douze familles ont perdu deux enfants et l'une d'elles en plus un gendre (Jean-Louis et Yvon Ollivier, tous deux décorés de la Croix de guerre et de la Médaille militaire, le gendre étant Noël Guillermou). Louis Bernard est mort de maladie après la fin de la guerre le 18 février 1919 à Rueil.
Un incendie survenu dans la nuit du 2 janvier 1917 dans une maison du bourg de Saint-Évarzec fit 4 victimes qui périrent carbonisées.

#### L'Entre-deux-guerres
L'émigration (exode rural) atteint son maximum dans la commune entre 1921 et 1931 avec 347 départs, soit presque 35 personnes par an en moyenne.
L'électrification commence en 1930, notamment pour la mairie et les écoles. La majeure partie de la population était très réticente, ce qui a contribué à retarder les travaux. Les hameaux du nord de la commune ont été, en 1959, les derniers à être électrifiés.
Des paysans de la région d'Elliant - Coray - Saint-Yvi - Saint-Évarzec émigrèrent entre Beaumont-du-Périgord et Villaréal dans la décennie 1930. Yves Guéguen, né à Saint-Évarzec, agriculteur, devint maire de Sainte-Sabine (Dordogne) le 14 juin 1948.
Une organisation sociale qualifiée de « magnifique » par J. Argouarc'h, le journaliste auteur de l'article, est décrite sur les terres appartenant au propriétaire du manoir du Moustoir en 1937 : « De chaque ferme dépend un penty avec un lopin de terre. Quand le fermier a atteint un certain âge, 50 ou 60 ans, et que l'aîné de ses fils, revenu du régiment, s'est marié, le père se retire dans la maisonnette et laisse la direction de l'exploitation à son fils. Celui-ci, tout en étant le patron de la ferme, trouve auprès de son père l'expérience acquise par une longue carrière agricole et les conseils dont il peut avoir besoin. Ce père termine ses vieux jours auprès de son enfant et petits-enfants sur la terre même où il est né et où il a peiné pendant qu'il était valide ».

#### La Seconde Guerre mondiale
En 1941, l'école Saint-Pierre (de la commune de Saint-Marc), 50 élèves et leurs maîtres, fut évacuée à Saint-Évarzec, un pensionnat dénommé Saint-Louis de Gonzague étant alors créé.
Le 24 mars 1944, un avion de chasse anglais tombe dans un champ près de Neiz-Lan à Saint-Évarzec ; le pilote, blessé, est fait prisonnier par les Allemands.
Selon un rapport du maire de l'époque, le 19 avril 1944, des soldats allemands enterrent une personne dont ils refusent de fournir l'identité dans le cimetière de Saint-Évarzec.
Le monument aux morts de Saint-Évarzec porte les noms de 20 personnes mortes pour la France pendant la Seconde Guerre mondiale ; parmi elles Jules Kerzulec, décédé le 24 juillet 1941 à Damas (Syrie) François Cosquéric, décédé le 18 mai 1944 à Montedoro (Italie) et Jérôme Gourmelen, engagé dans l'armée américaine, mort le 15 octobre 1944. Deux varzécois (Pierre Troboas, François Tanguy) sont morts alors qu'ils étaient prisonniers de guerre en Allemagne.
Le 4 mai 1944 sept jeunes varzécois (Alain Cornec, René Chalony, Daniel Plonéis, Jean-Louis Chiquet (14 ans), Louis Le Bihan, Jean Furic, Hervé Le Breton), membres du réseau de résistance "Vengeance" furent arrêtés par les Allemands, puis déportés ; tous moururent en déportation. En tout une vingtaine de Varzécois prirent le chemin des stalags.
Le 6 mai 1944, des membres du kommando de Landerneau torturent à Saint-Évarzec Mme Ollivier et son neveu Jean Autret (celui-ci est traîné attaché derrière une voiture dans le bourg de Pleuven et est mort ensuite en déportation), ainsi que son commis Hervé Le Breton.
Trois autres Varzécois ont été fusillés par les Allemands : Jean-Louis Gloanec (surpris en train de lacérer des affiches) le 13 mars 1944 à Vannes ; son frère Yves Gloanec (pour une raison inconnue) le 15 juin 1944 au Moulin du Mur en Saint-Évarzec ; Anna Kerzulec, épouse Homo, (en représailles de l'assassinat d'un officier allemand à Rosnoën) le 23 juillet 1944 à Saint-Ségal.
Jacob Mendrès, né le 20 novembre 1916 à Saint-Évarzec (fils de Jacob Mendrès, soldat mort d'une maladie contractée au front en 1918), fut un militant communiste et un résistant FTPF (il prit alors le nom de "Jacques Guéguen") pendant la Seconde Guerre mondiale, participant notamment à des actes de sabotage dans l'arsenal de Brest dès le 27 novembre 1942 et à des actions symboliques comme le pavoisement du bourg de Lambézellec par des drapeaux tricolores le 14 juillet 1943. Il intégra ensuite le "bataillon Stalingrad", participant notamment à l'attaque du château de Trévarez et devenant chef de la section "Leningrad" au sein de ce maquis. Il est décédé à Quimper le 18 mai 2012.

#### L'après Seconde Guerre mondiale
Le premier tracteur de la commune est acheté en 1948 ; un important arasement de talus est effectué en 1960 ; la première CUMA est créée en 1985.
La construction de la voie rapide (RN 165) en 1979 en direction de Nantes et en 1987 en direction de Brest nécessite un remembrement des terres agricoles l'avoisinant et suscite la création du parc industriel de Troyalac'h à partir de 1983.

### LeXXIesiècle
En août 2021 les six Sœurs retraitées de la congrégation des Filles de Jésus qui habitaient dans l'ancienne école privée de filles quittent Saint-Évarzec mettant fin à 140 ans de présence de cette congrégation dans la commune.

## Politique et administration

### Liste des maires
| Période                                  | Période      | Identité                      | Étiquette | Qualité                                                                        |
| ---------------------------------------- | ------------ | ----------------------------- | --------- | ------------------------------------------------------------------------------ |
| 1791                                     | 1795         | Jean Daniel                   |           |                                                                                |
| 1795                                     | 1801         | Jean Francès                  |           | Cultivateur.                                                                   |
| 1801                                     | 1819         | Jean Daniel                   |           | Décédé en cours de mandat.                                                     |
| 1821                                     | 1827         | Louis Jannès                  |           | Cultivateur.                                                                   |
| 1827                                     | 1828         | Alain Le Breton               |           | Cultivateur.                                                                   |
| 1828                                     | 1831         | Lallour                       |           |                                                                                |
| 1831                                     | 1836         | Primel Michelet               |           | Cultivateur.                                                                   |
| 1836                                     | 1843         | Jean-Marie Daniel             |           | Cultivateur.                                                                   |
| 1843                                     | 1881         | Jean Baptiste Kerliezec-Rohou |           | Maire pendant 38 ans.                                                          |
| 1881                                     | 1881         | Augustin Dumarnay             |           | Secrétaire en chef à la mairie de Quimper. Décédé 4 heures après son élection. |
| 1881                                     | 1884         | Jean Bouard.                  |           | Cultivateur. Décédé en cours de mandat.                                        |
| 1884                                     | 1888         | Corentin Hostiou              |           | Cultivateur. Décédé en cours de mandat.                                        |
| 1888                                     | 1890         | René Cornic                   |           | Cultivateur. Décédé en cours de mandat.                                        |
| 1890                                     | 1902         | Jean Le Meur                  |           | Décédé en cours de mandat.                                                     |
| 1902                                     | 1907         | Jean-Louis Calvez             |           | Cultivateur.                                                                   |
| 1907                                     | 1920         | Alain Bouard                  |           | Cultivateur. Décédé en cours de mandat.                                        |
| 1921                                     | 1925         | Corentin Calvez               |           | Cultivateur.                                                                   |
| 1925                                     | 1929         | François Govin                |           | Propriétaire. Décédé en cours de mandat.                                       |
| 1930                                     | 1945         | Jean Guéguen                  |           | Cultivateur.                                                                   |
| 1945                                     | 1959         | Joseph Chiquet (père)         |           | Cultivateur.                                                                   |
| 1959                                     | 1967         | Joseph Chiquet (fils)         |           | Fils de Joseph Chiquet, maire entre 1945 et 1959.                              |
| 1967                                     | 2001         | Alain Guillou                 | DVD       |                                                                                |
| 2001                                     | juillet 2020 | André Guillou                 | DVD       | Architecte                                                                     |
| juillet 2020                             | En cours     | René Rocuet                   | SE-DVD    |                                                                                |
| Les données manquantes sont à compléter. |              |                               |           |                                                                                |

## Population et société

### Démographie
| 1793 | 1800 | 1806 | 1821  | 1831  | 1836  | 1841  | 1846  | 1851  |
| ---- | ---- | ---- | ----- | ----- | ----- | ----- | ----- | ----- |
| 772  | 900  | 808  | 1 157 | 1 039 | 1 030 | 1 002 | 1 062 | 1 053 |

| 1856  | 1861  | 1866  | 1872  | 1876  | 1881  | 1886  | 1891  | 1896  |
| ----- | ----- | ----- | ----- | ----- | ----- | ----- | ----- | ----- |
| 1 116 | 1 085 | 1 155 | 1 127 | 1 251 | 1 320 | 1 486 | 1 507 | 1 549 |

| 1901  | 1906  | 1911  | 1921  | 1926  | 1931  | 1936  | 1946  | 1954  |
| ----- | ----- | ----- | ----- | ----- | ----- | ----- | ----- | ----- |
| 1 566 | 1 550 | 1 586 | 1 484 | 1 507 | 1 374 | 1 337 | 1 404 | 1 345 |

| 1962  | 1968  | 1975  | 1982  | 1990  | 1999  | 2004  | 2006  | 2009  |
| ----- | ----- | ----- | ----- | ----- | ----- | ----- | ----- | ----- |
| 1 379 | 1 362 | 1 917 | 2 525 | 2 966 | 2 897 | 3 056 | 3 090 | 3 442 |

| 2014  | 2019  | 2022  | - | - | - | - | - | - |
| ----- | ----- | ----- | - | - | - | - | - | - |
| 3 559 | 3 503 | 3 491 | - | - | - | - | - | - |

### Vie culturelle et sportive; événements
- Le  Cercle Kañfarded Sant-Evarzeg , cercle  de danses celtiques.

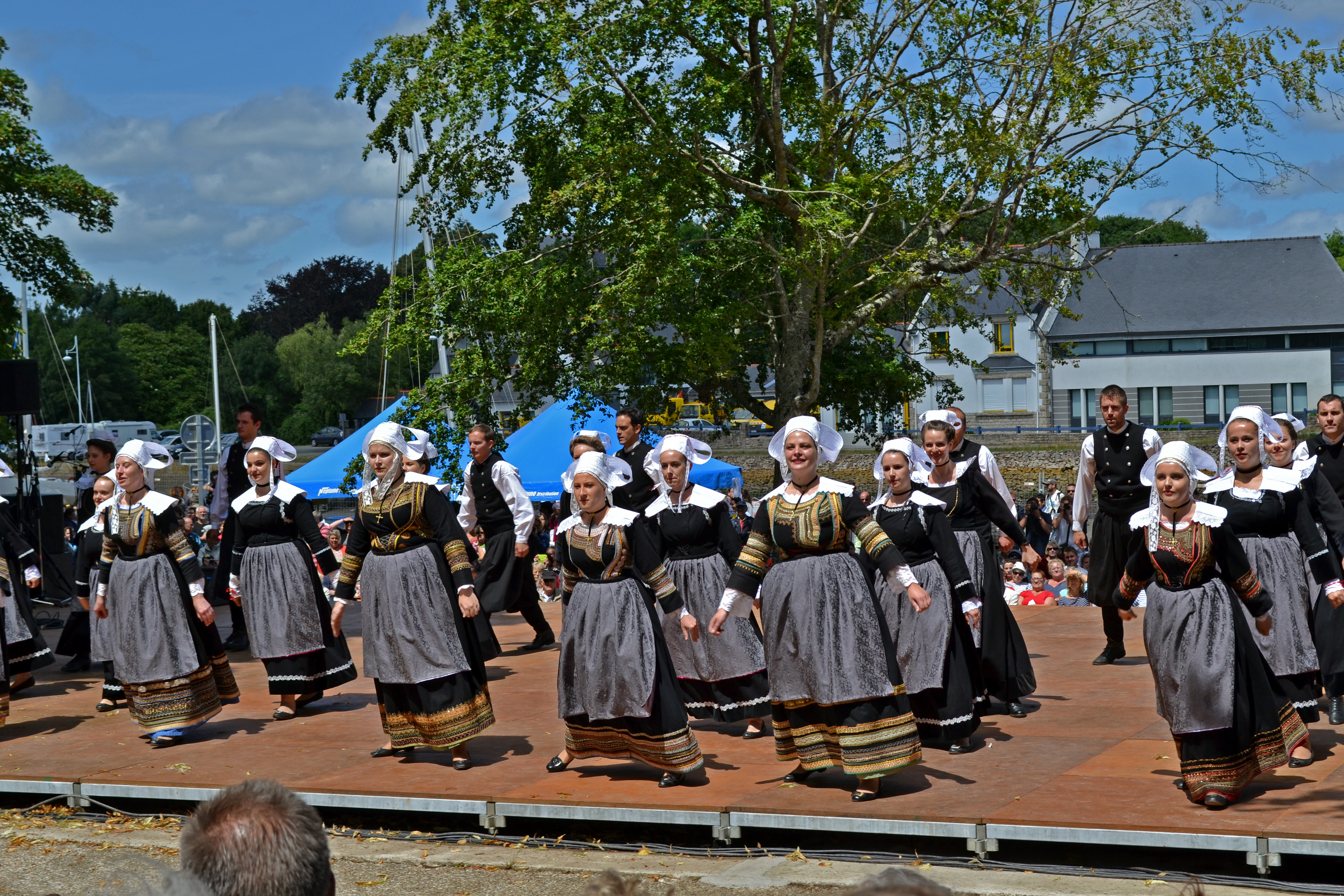
Spectacle du cercle Kañfarded Sant-Evarzeg lors de la Fête des Brodeuses 2014.
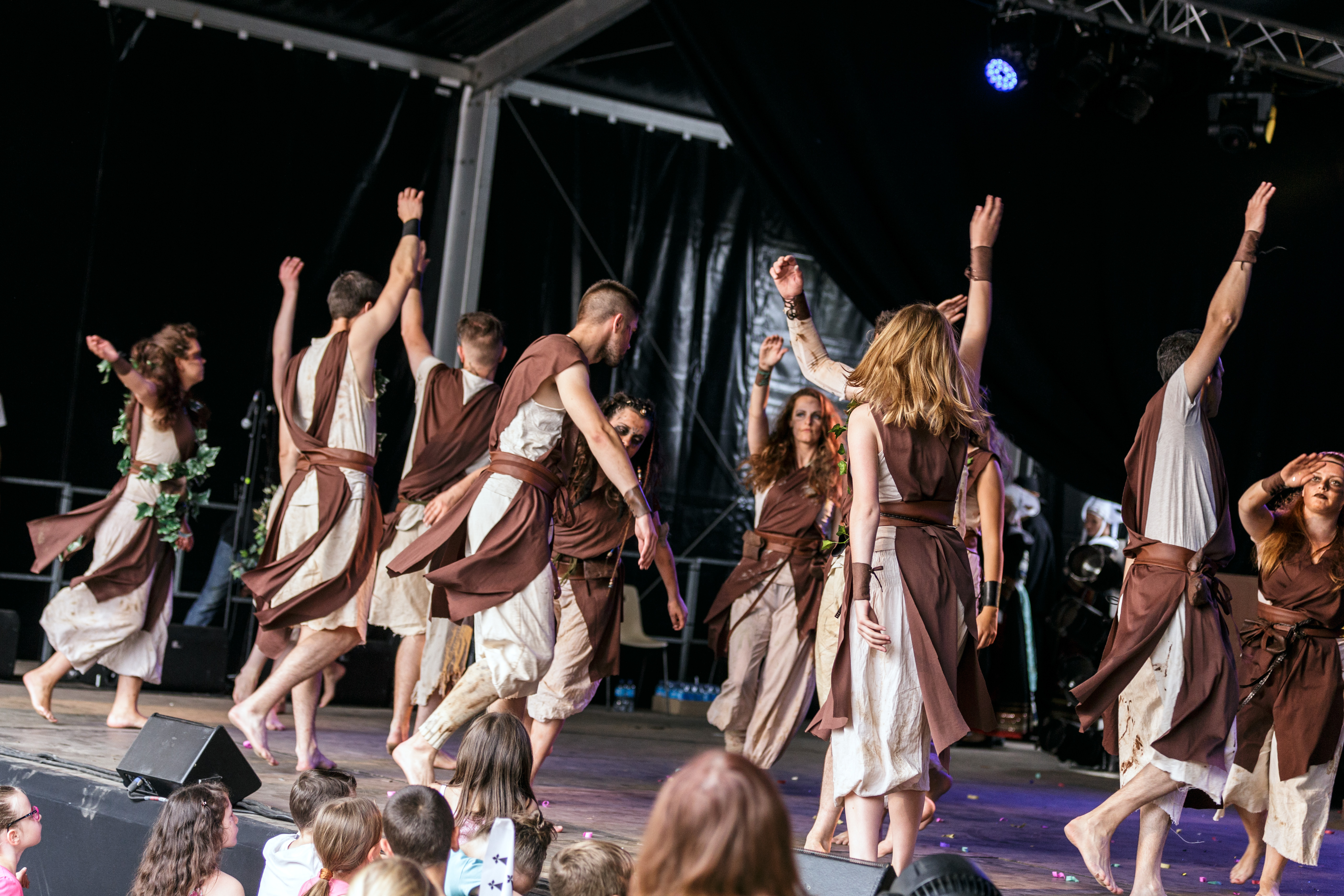
Cercle celtique Kañfarded Sant Evarzeg, spectacle de danse pour "Kemper en Fête" au festival de Cornouaille le 24 juillet 2016.

- L'U.S.S.E. (Union Sportive de Saint-Évarzec) a été créée en 1960, succédant à un club sportif antérieur qui portait le nom d'"Étoile Verte" ; son premier prësident a été Jean Lennon, dont le nom a été donné au stade de football situé à Creac'h-Veil en 2023.
- Tous les ans plusieurs événements sont organisés par les associations de la commune :
  - Foot (USSE) : soirée antillaise, tournoi de foot ;
  - Les foulées varzécoises : le feu de la Saint-Jean ;
  - Moisson et traditions : la fête de la moisson ;
  - L'Espace Jeunes : la fête de la musique.

## Économie
- Zone d'activités de Troyalac'h.
- "S.C.O Monique Ranou" [Société charcutière de l'Odet], repris par le groupe Les Mousquetaires (Intermarché) en 1992. L'usine produit une gamme complète de charcuterie de qualité distribuée dans les rayons libre service des supermarchés du groupe Mousquetaires : Intermarché, Ecomarché et Netto.
- Filets bleus (aussi une filiale du groupe Les Mousquetaires (fabrication de biscuits, 160 employés en 2024).

## Monuments et sites
- L'église paroissiale Saint-Primel est dédiée à saint Primel, un saint cornouaillais (il existe un Menez sant Premel dans la paroisse voisine de Pleuven)[79]. L'église possède un fragment d'un clou de la Vraie Croix enchâssé dans un clou reliquaire[80]. Une pierre tombale datant probablement du XIIIe siècle, coupée en deux par un ancien curé de la paroisse pour lui servir de poteaux pendant l'Entre-deux-guerres, a retrouvé sa place devant l'église. La fontaine de dévotion Saint-Primel se trouve à environ 200 mètres au nord de l'église ; elle est protégée par une structure maçonnée présentant une niche voûtée en plein cintre qui abrite deux statuettes ; elle alimente un lavoir rectangulaire long et étroit[81].

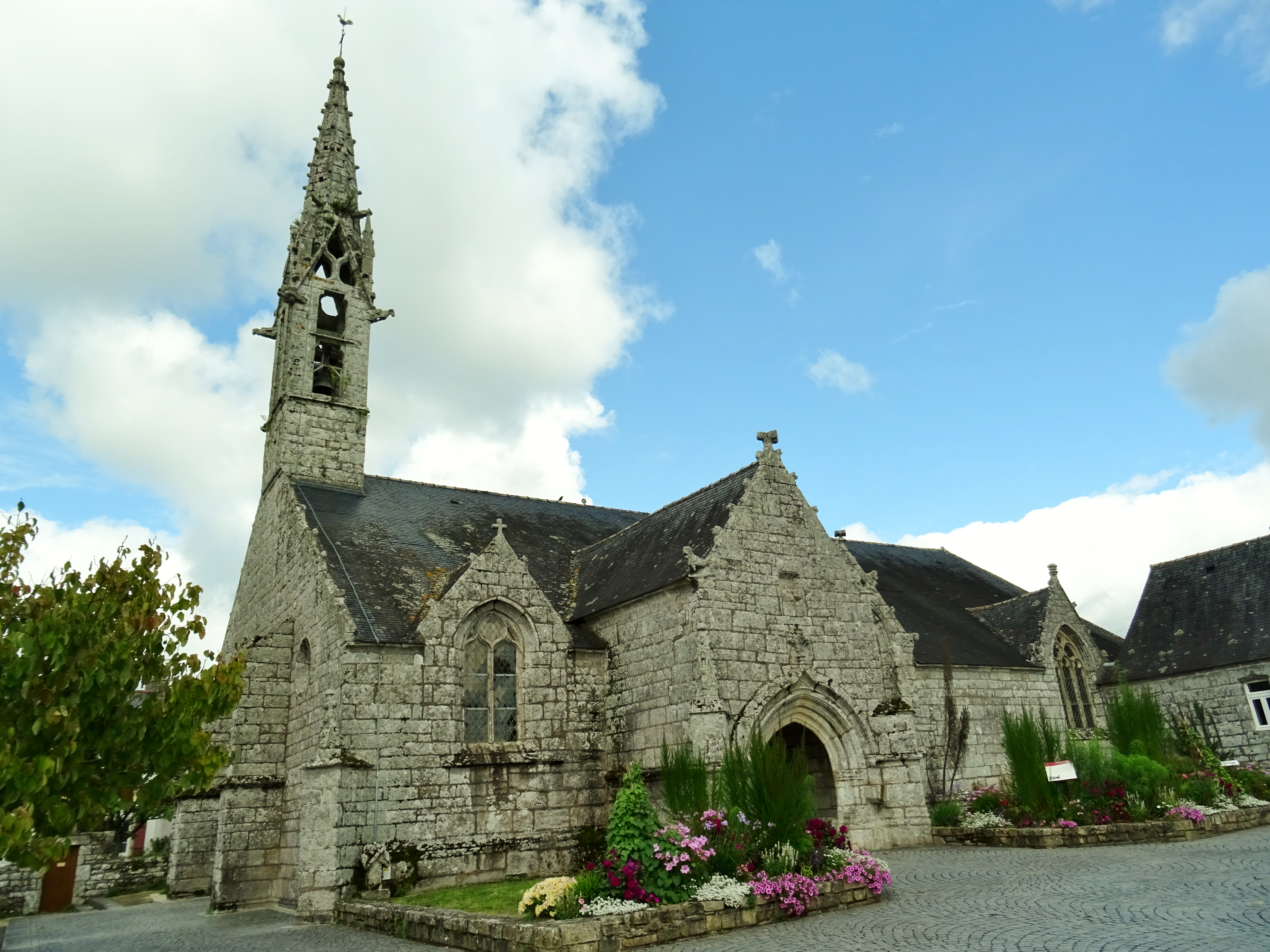
Église paroissiale Saint-Primel, vue extérieure d'ensemble.
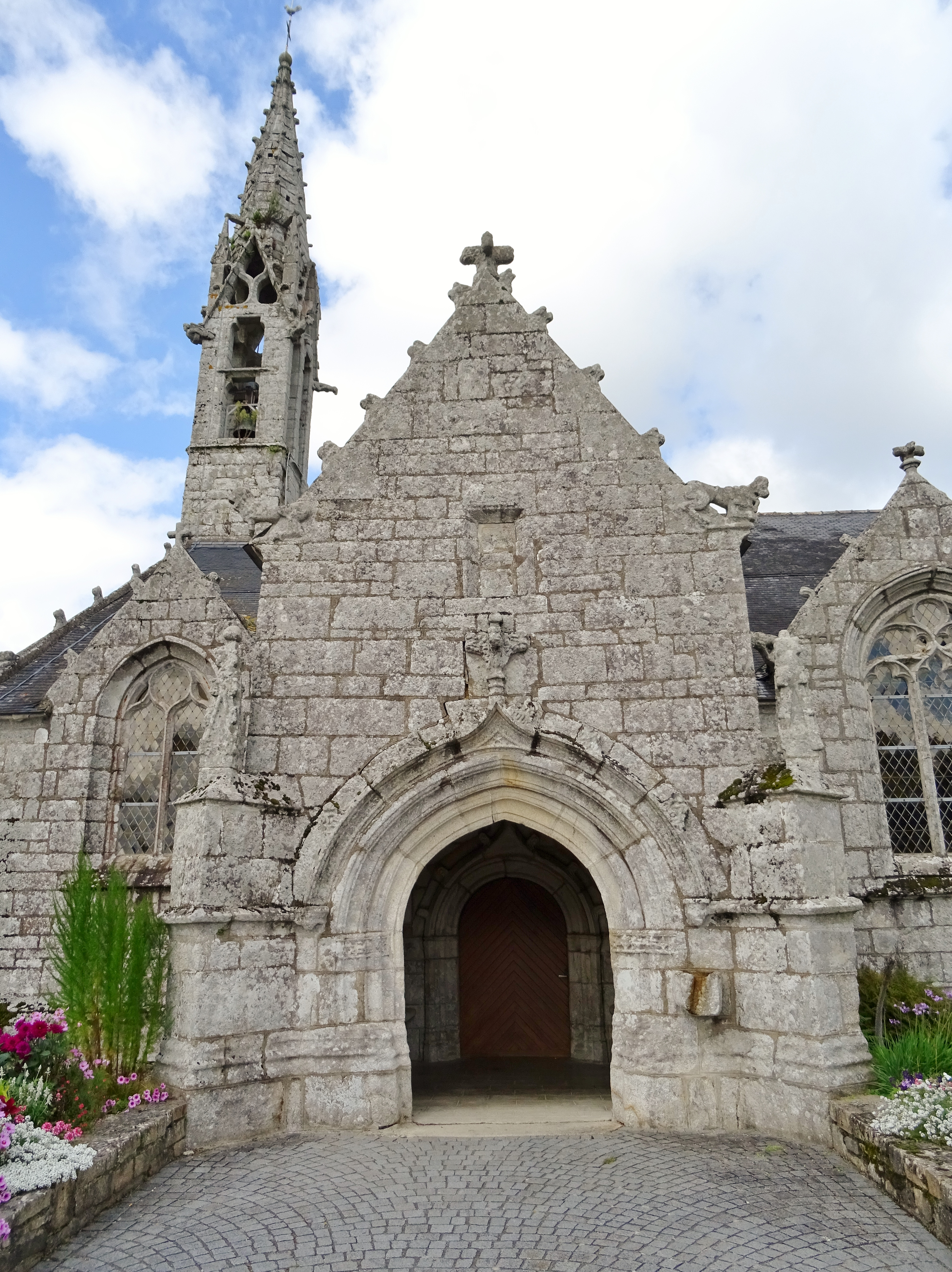
Église paroissiale Saint-Primel, porche et clocher.
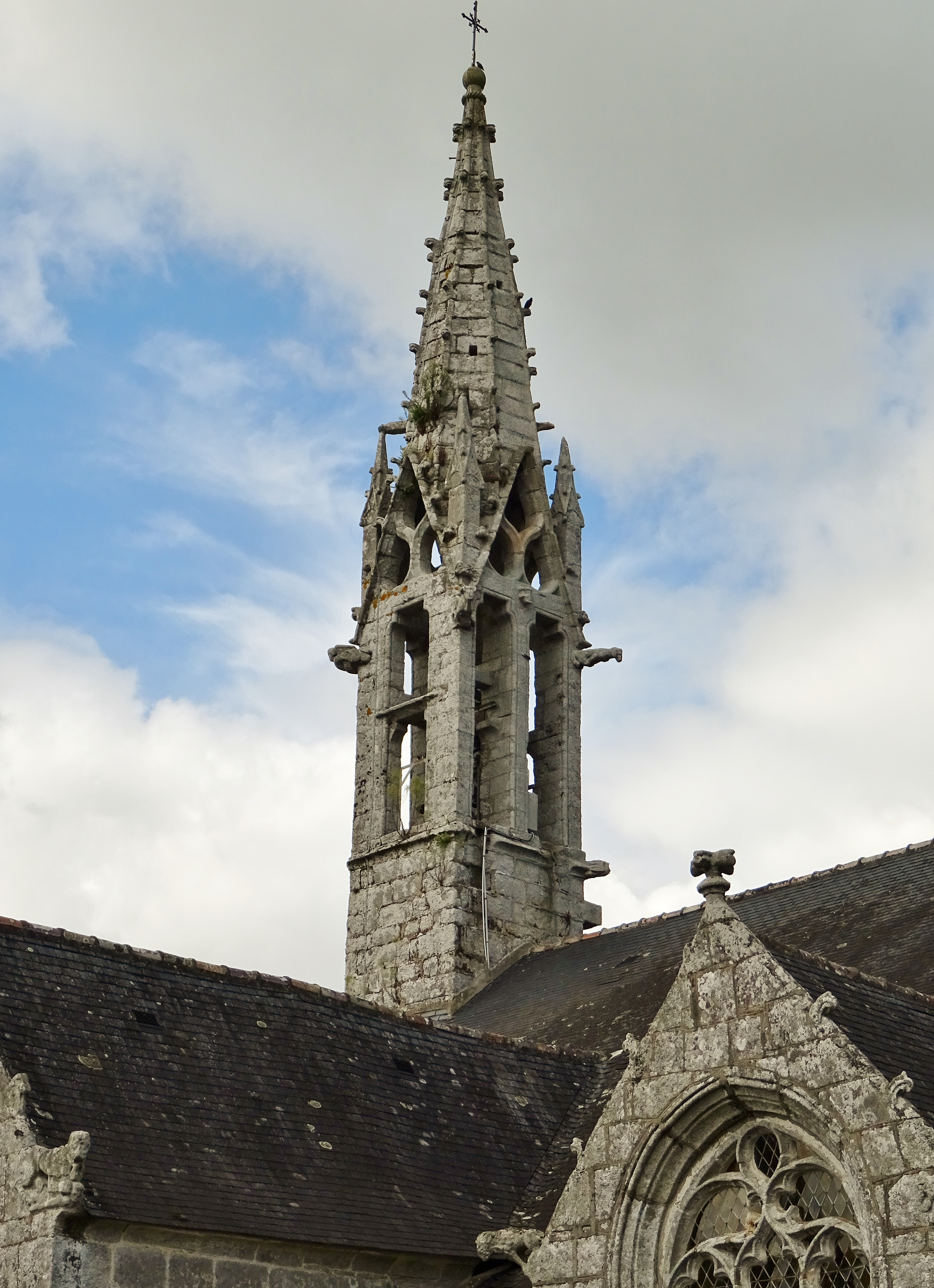
Église paroissiale Saint-Primel, clocher.

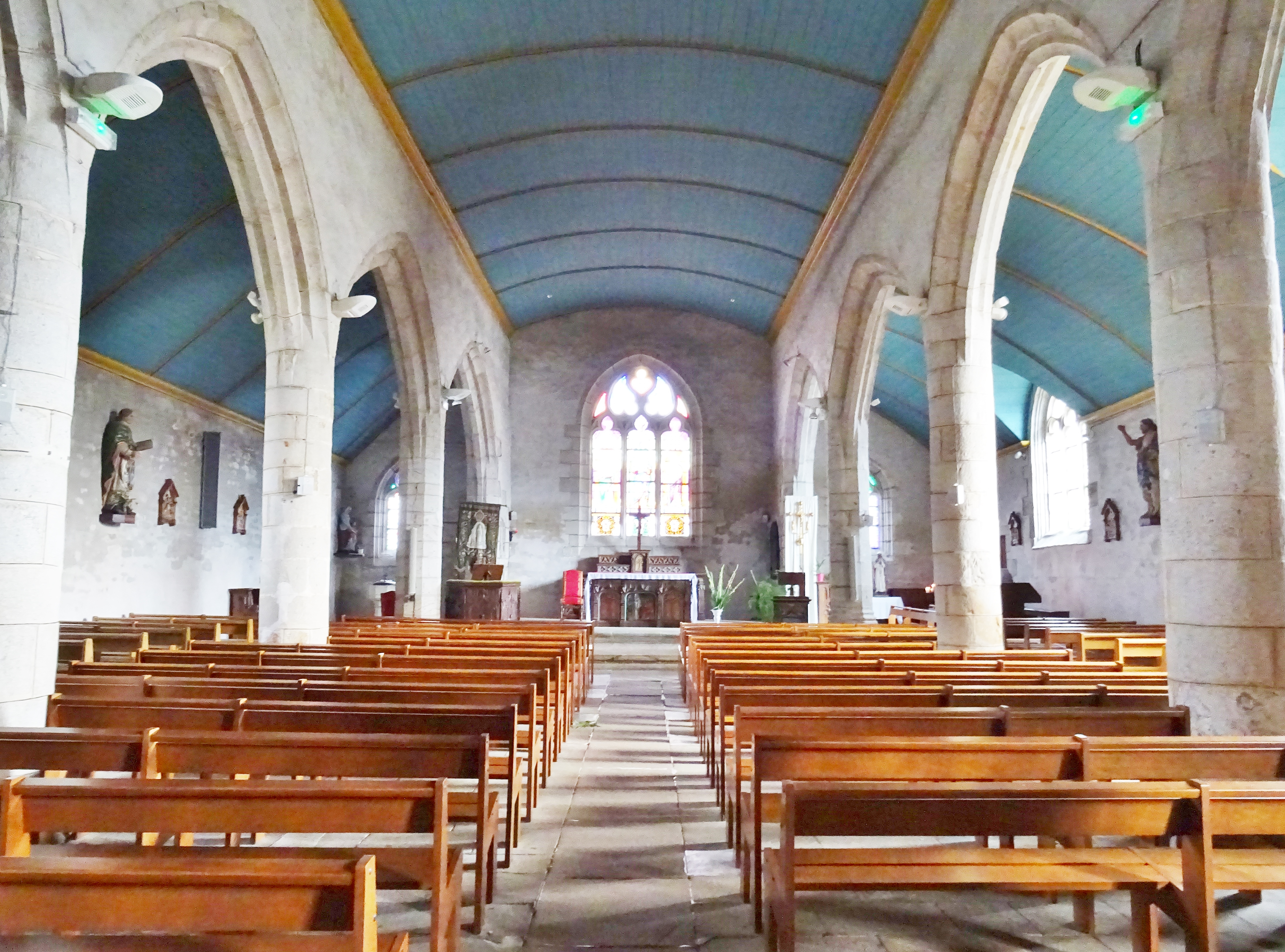
Église paroissiale Saint-Primel, vue intérieure d'ensemble.
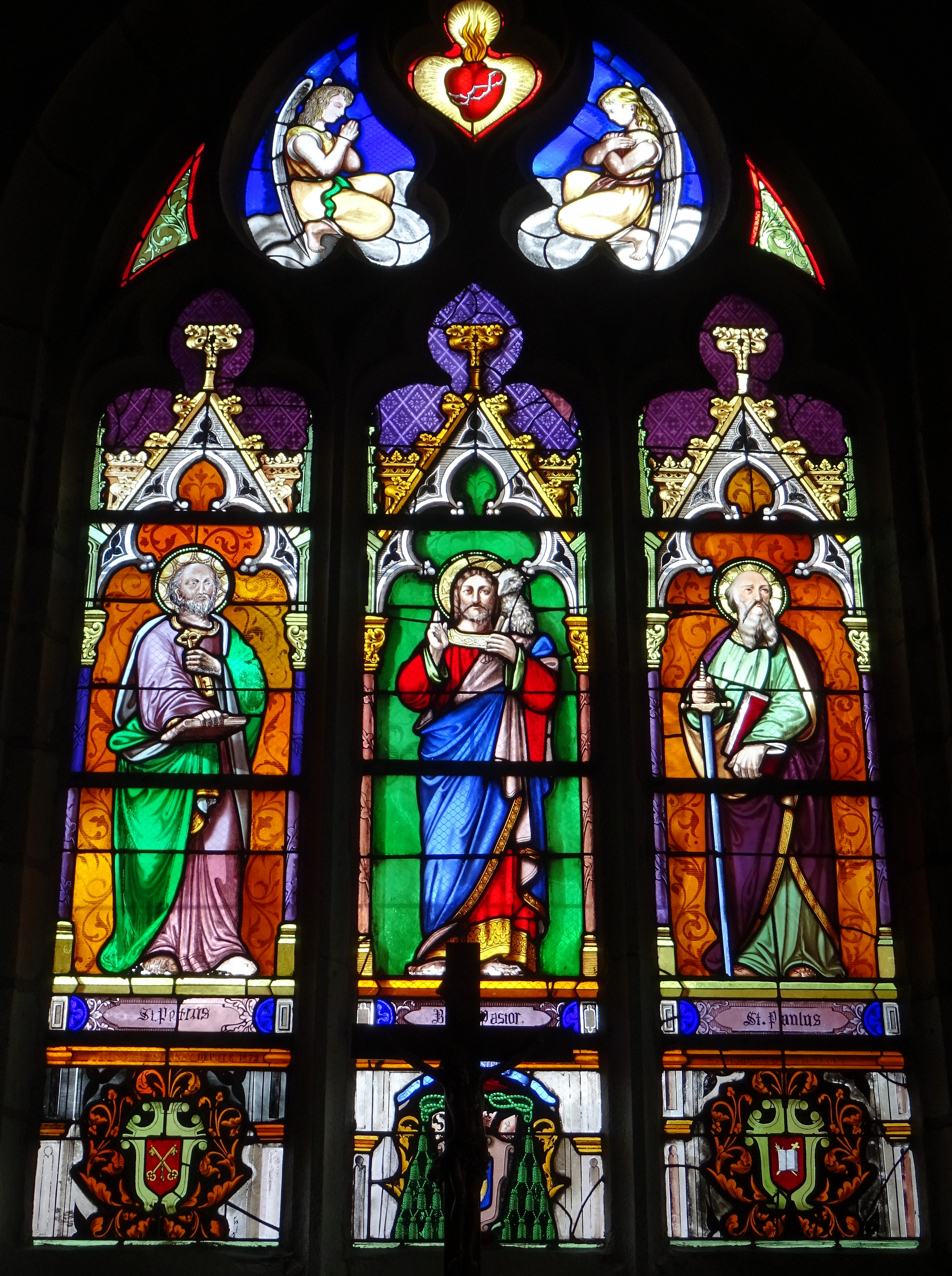
Maîtresse-vitre représentant de gauche à droite saint Pierre, le Bon Pasteur et saint Paul.
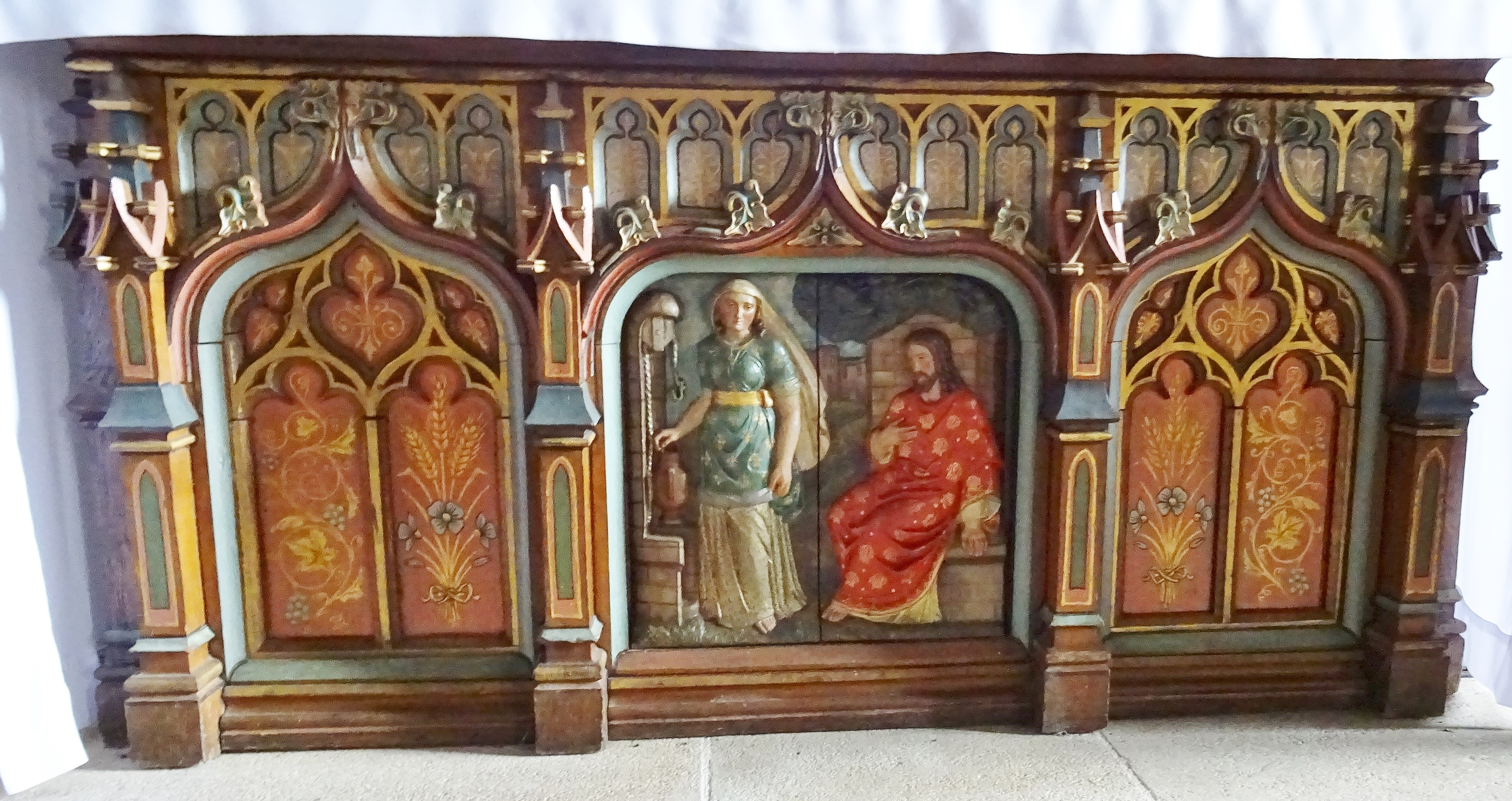
Antependium du maître-autel.
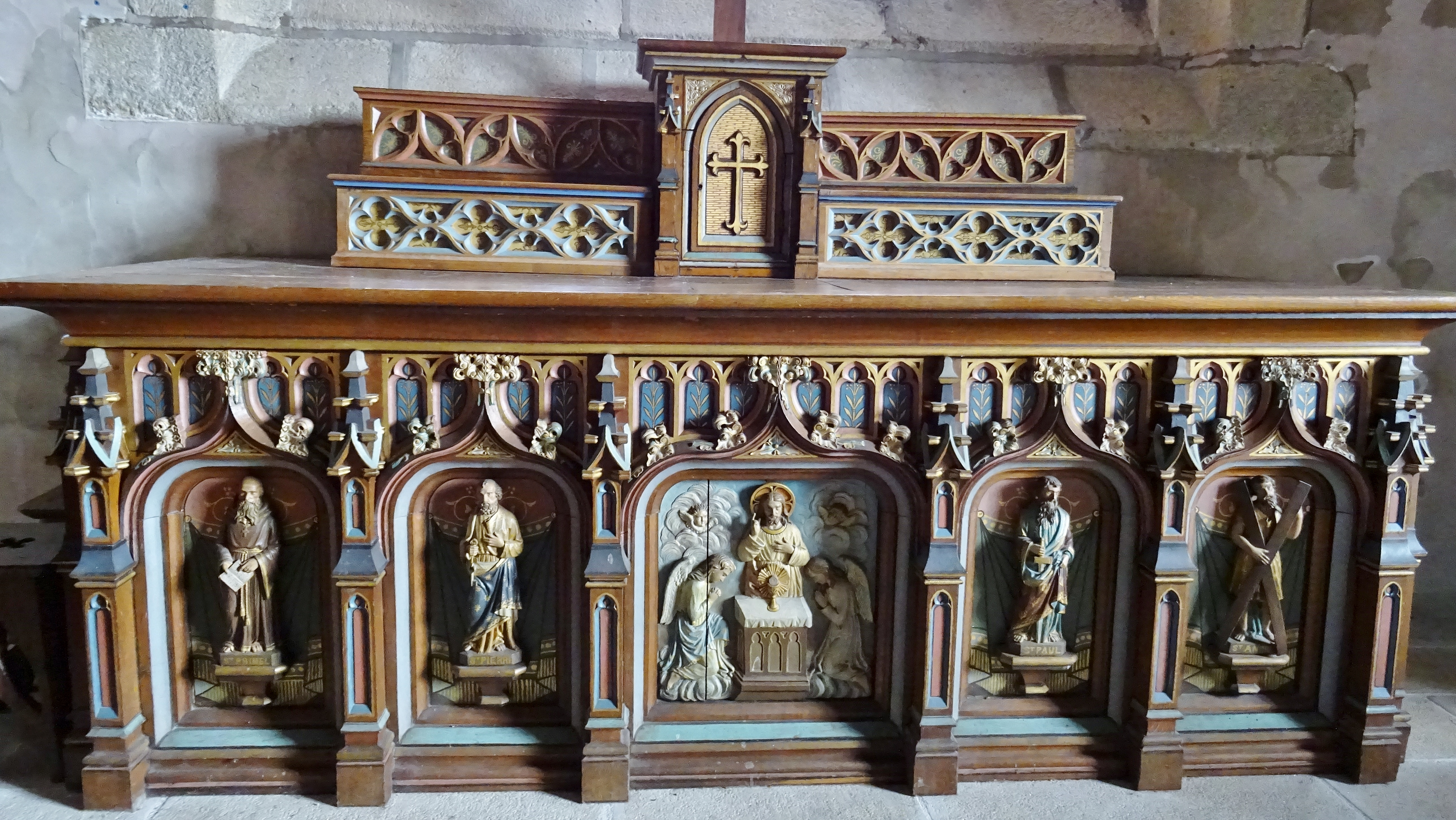
Antependium d'un autel latéral représentant, de gauche à droite, saint Primel, saint Pierre, Jésus-Christ, saint Paul et saint André.
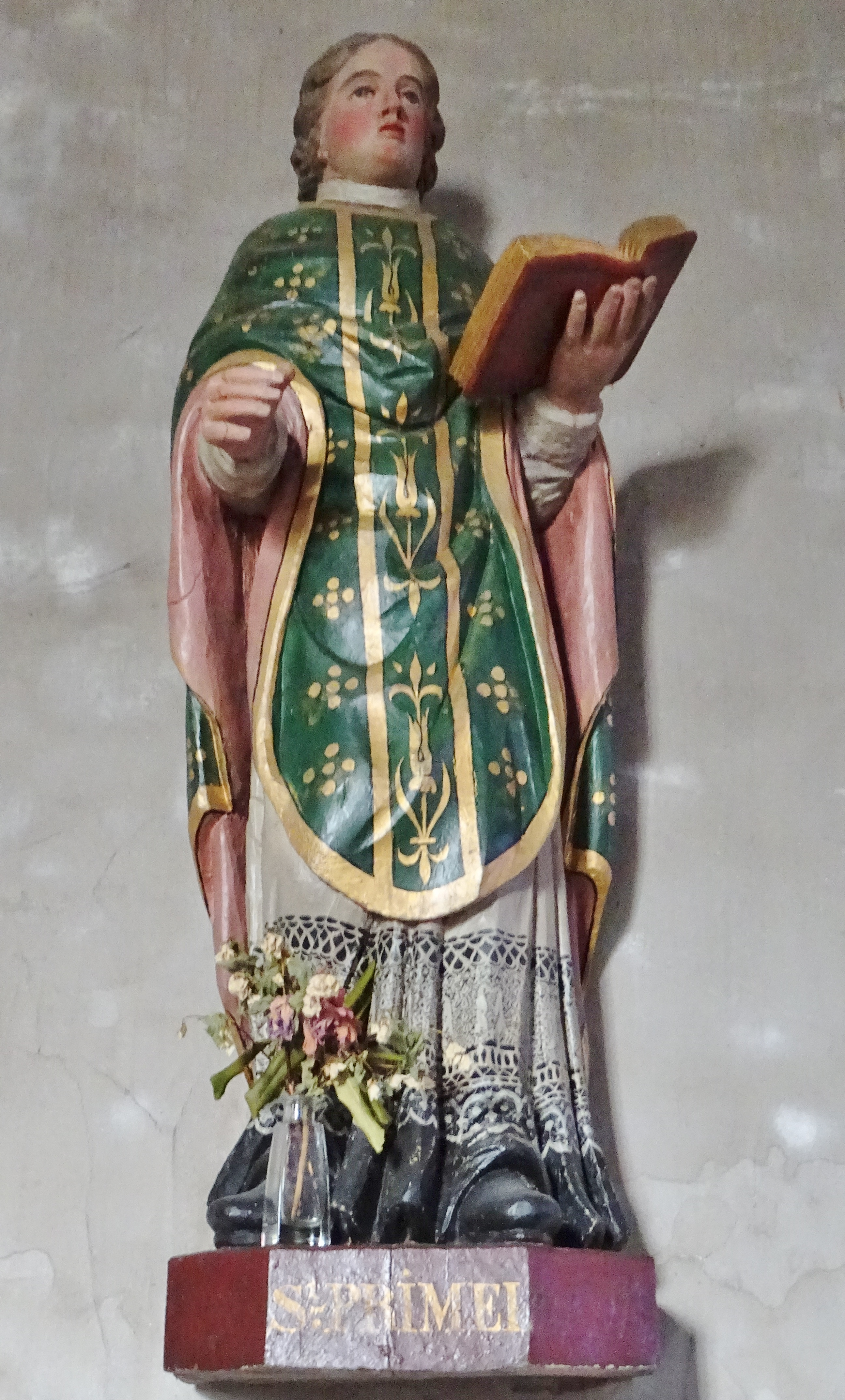
Statue de saint Primel.
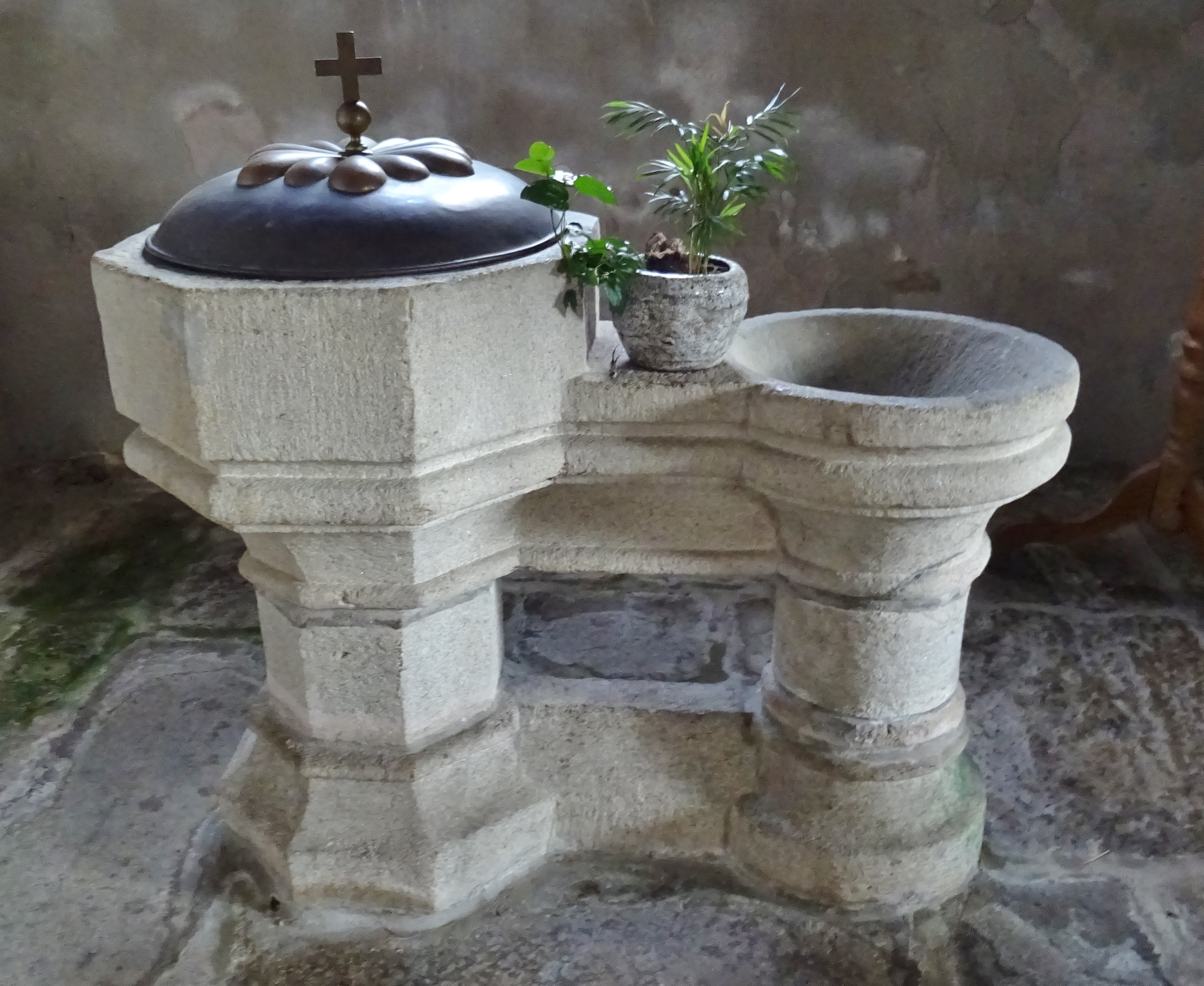
Fonts baptismaux.
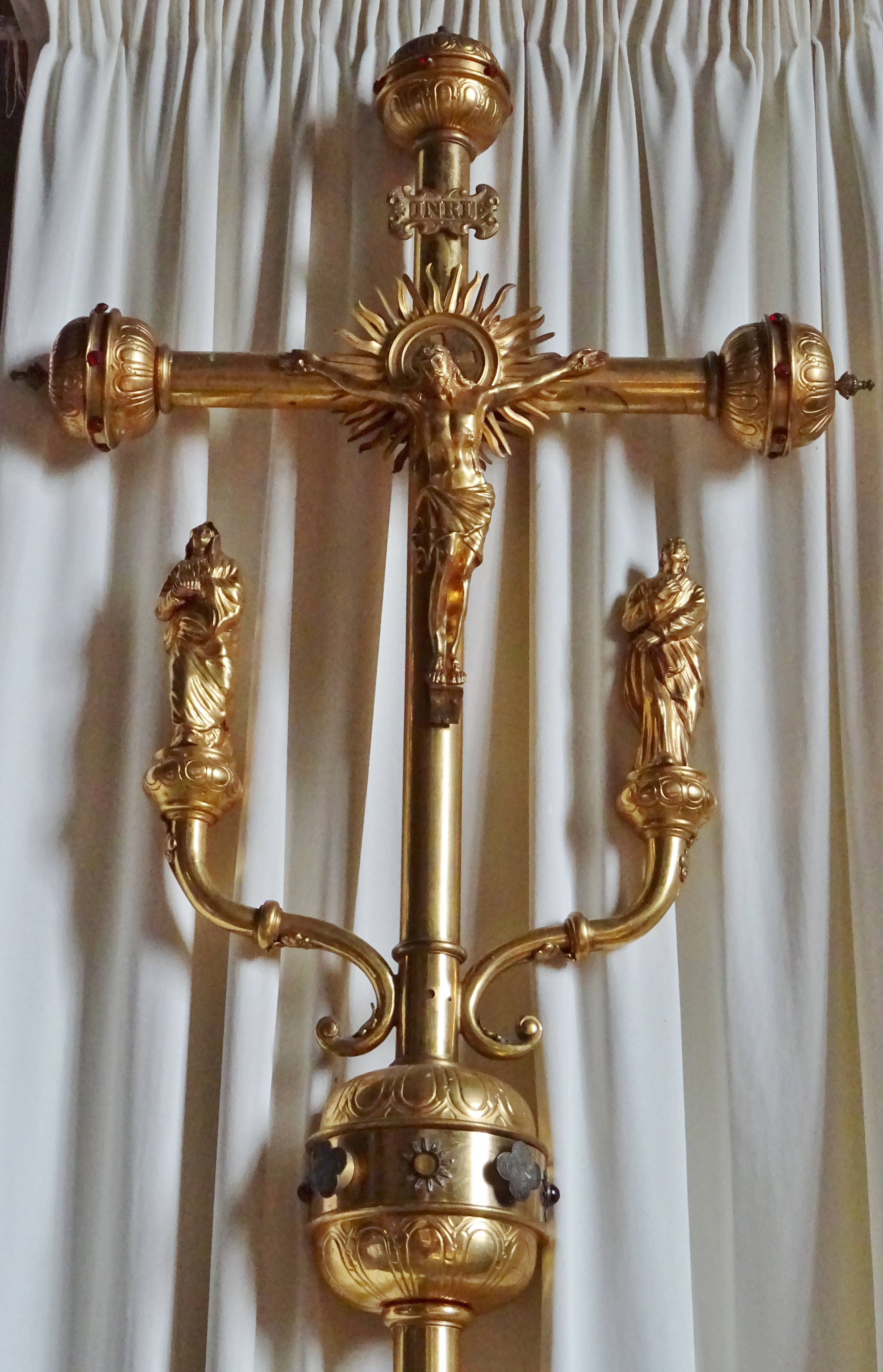
Croix de procession (partie sommitale).

- Chapelle Saint-Philibert et Sainte-Marie-Magdeleine: de plan rectangulaire, elle a été initialement construite au début du XVIe siècle à proximité du site de la chapelle actuelle, mais, tombant en ruines, elle fut presque entièrement reconstruite (sauf le chevet) en 1870 grâce à un legs d'Adolphe Porquier, faïencier à Quimper ;  elle a été restaurée en 1928[82]. Saint Philibert est invoqué pour les rhumatismes et pour les maux d'entrailles et sa fontaine, qui contient des pierres armoriées désormais indéchiffrables et qui pourrait dater des Templiers, était par le passé très fréquentée. Cette chapelle, initialement dédiée au seul saint Philibert l'est aussi à sainte Marie-Magdeleine depuis son apparition à un cultivateur de la commune en l'an V du calendrier révolutionnaire[48].
- Chapelle Sainte-Véronique : de plan rectangulaire, elle a été construite en 1857 à l'emplacement d'une ancienne chapelle. Sainte Véronique était invoquée pour préserver de la fièvre[83].
- Chapelle du Dréau, dédiée à saint André et à saint Éloi. De plan rectangulaire, elle se trouve à l'emplacement d'un ancien camp romain et date partiellement du XIIIe siècle (elle dépendait alors du manoir du Treff), mais principalement du XVIIe siècle. Devenue bien national lors de la Révolution française, et vendue à un particulier, elle est rachetée en 1809 par le recteur Bescond[84]. Son pardon a lieu le deuxième dimanche de juillet. Sa fontaine, située à 300 m de là, était connue pour ses vertus miraculeuses et réputée guérir la coqueluche (qui se dit en breton dreo, saint André se disant sant Andreo).

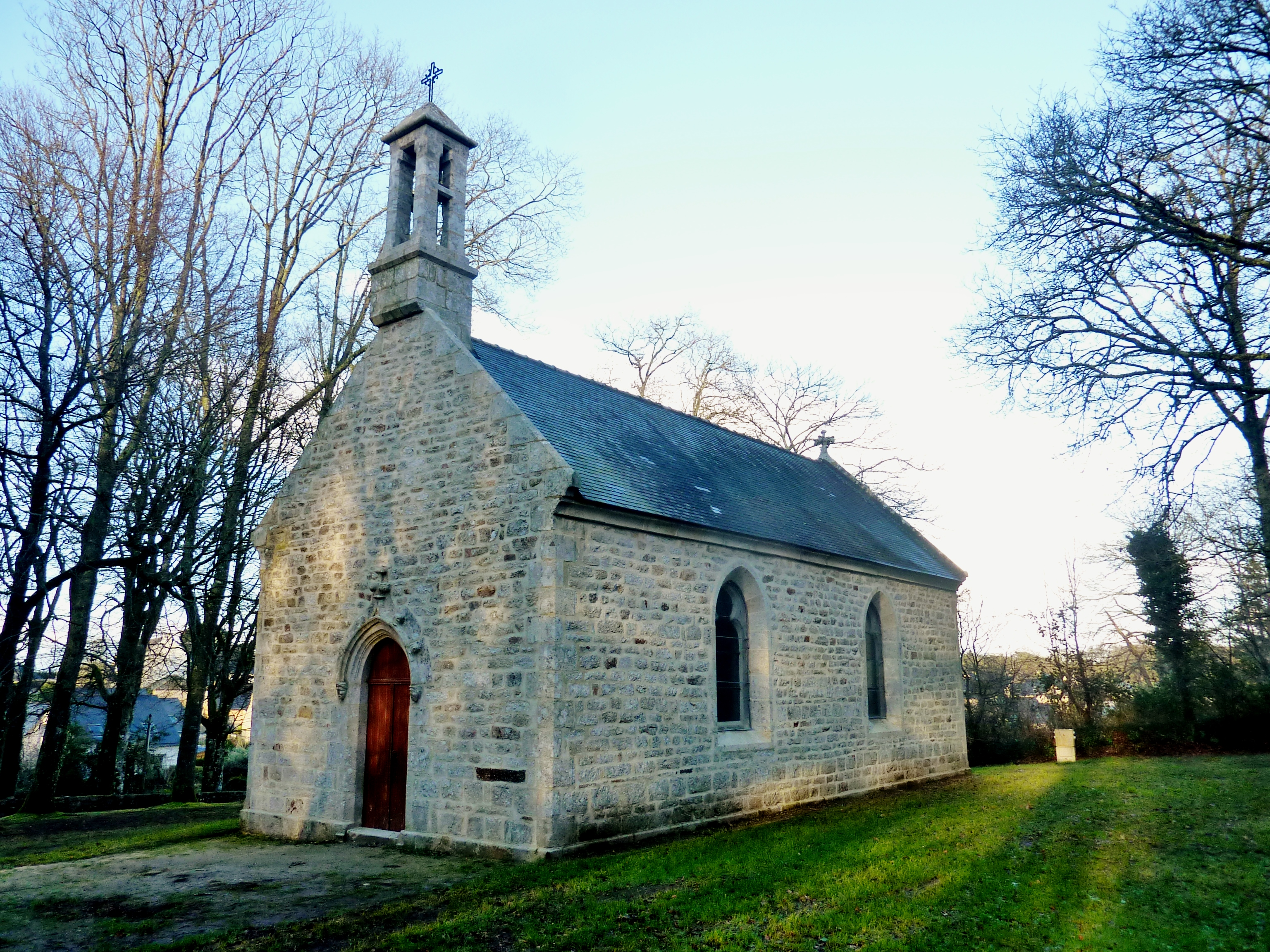
La chapelle Saint-Philibert.
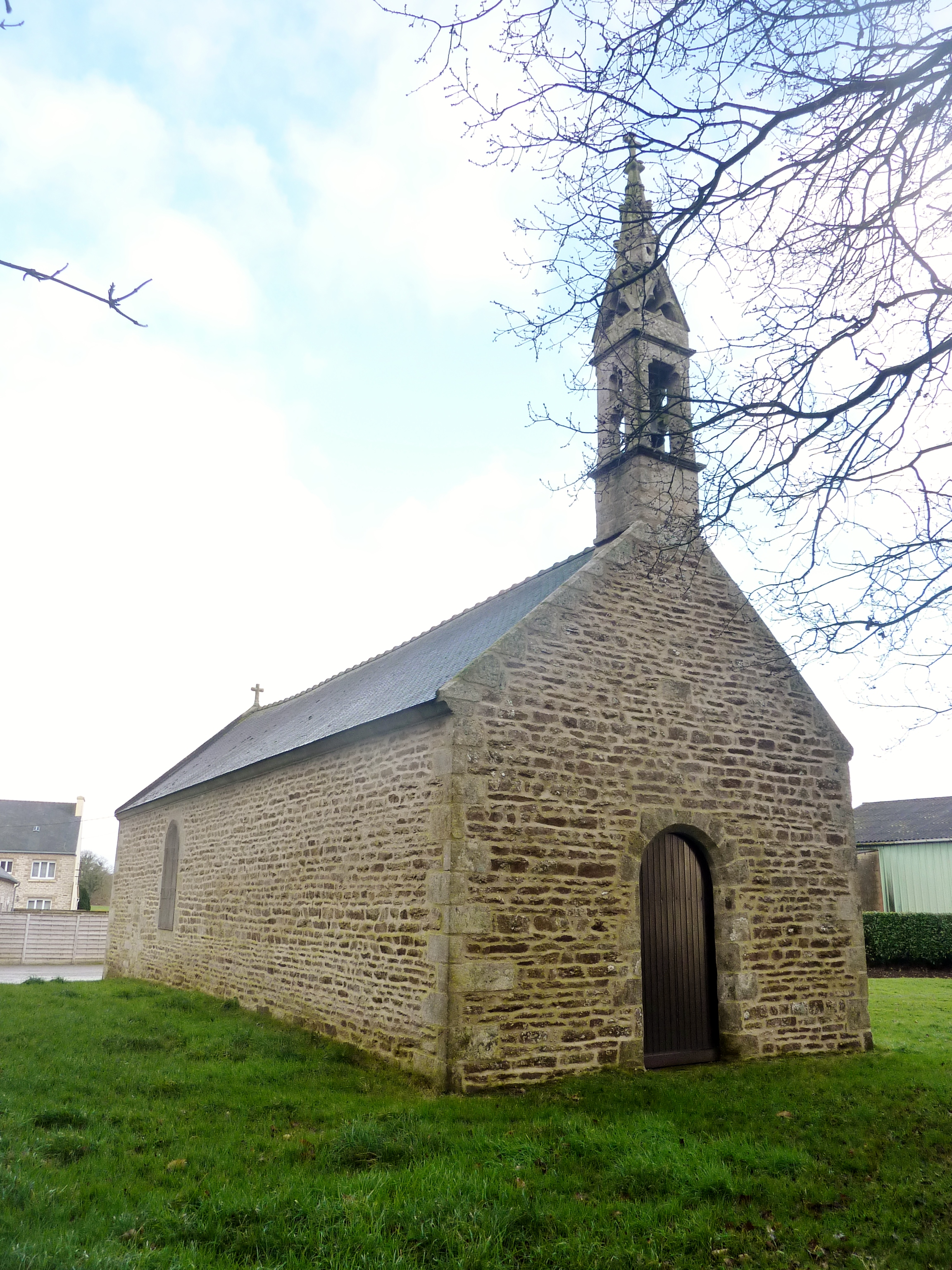
La chapelle du Dréau.
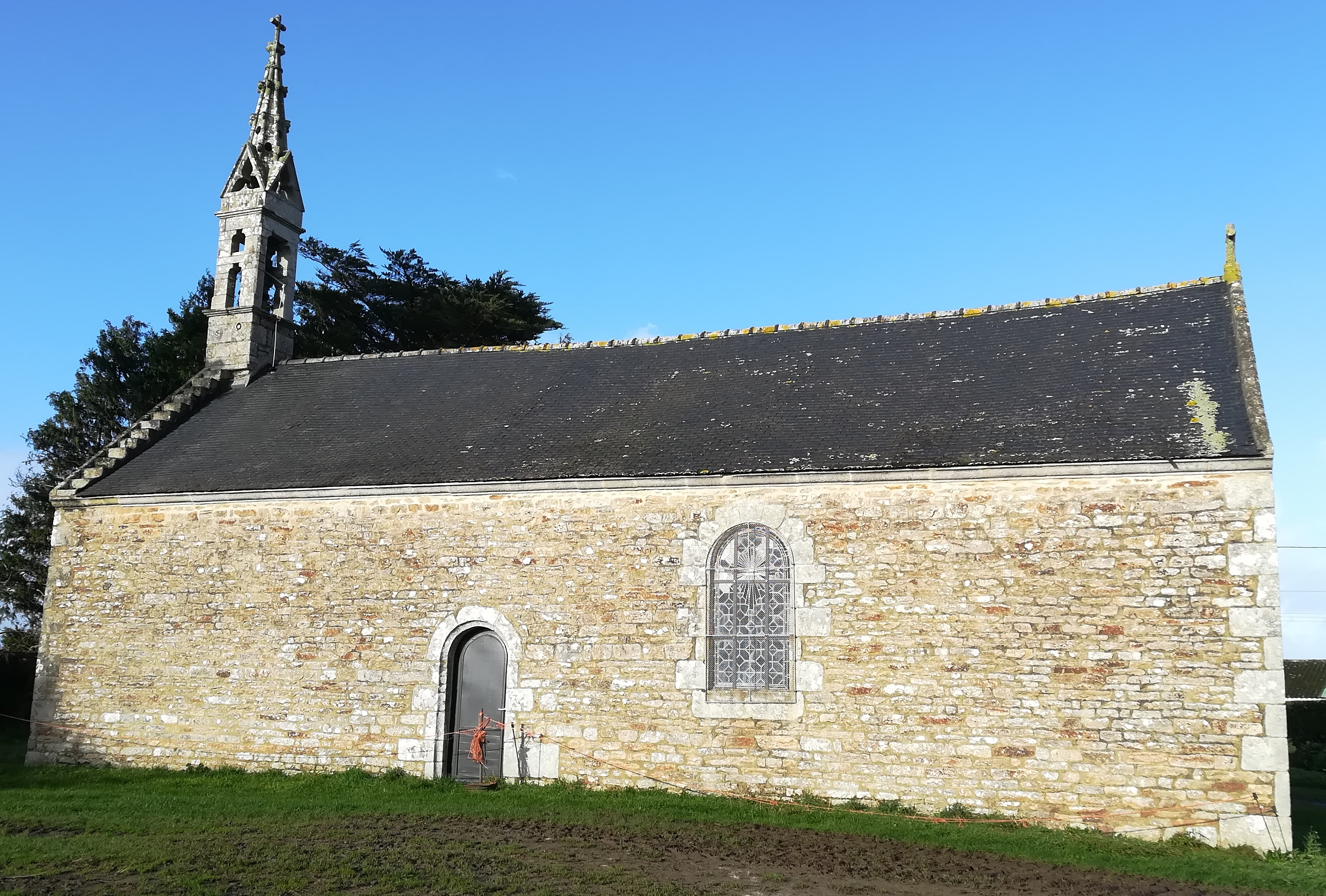
la chapelle du Dréau vue du sud.
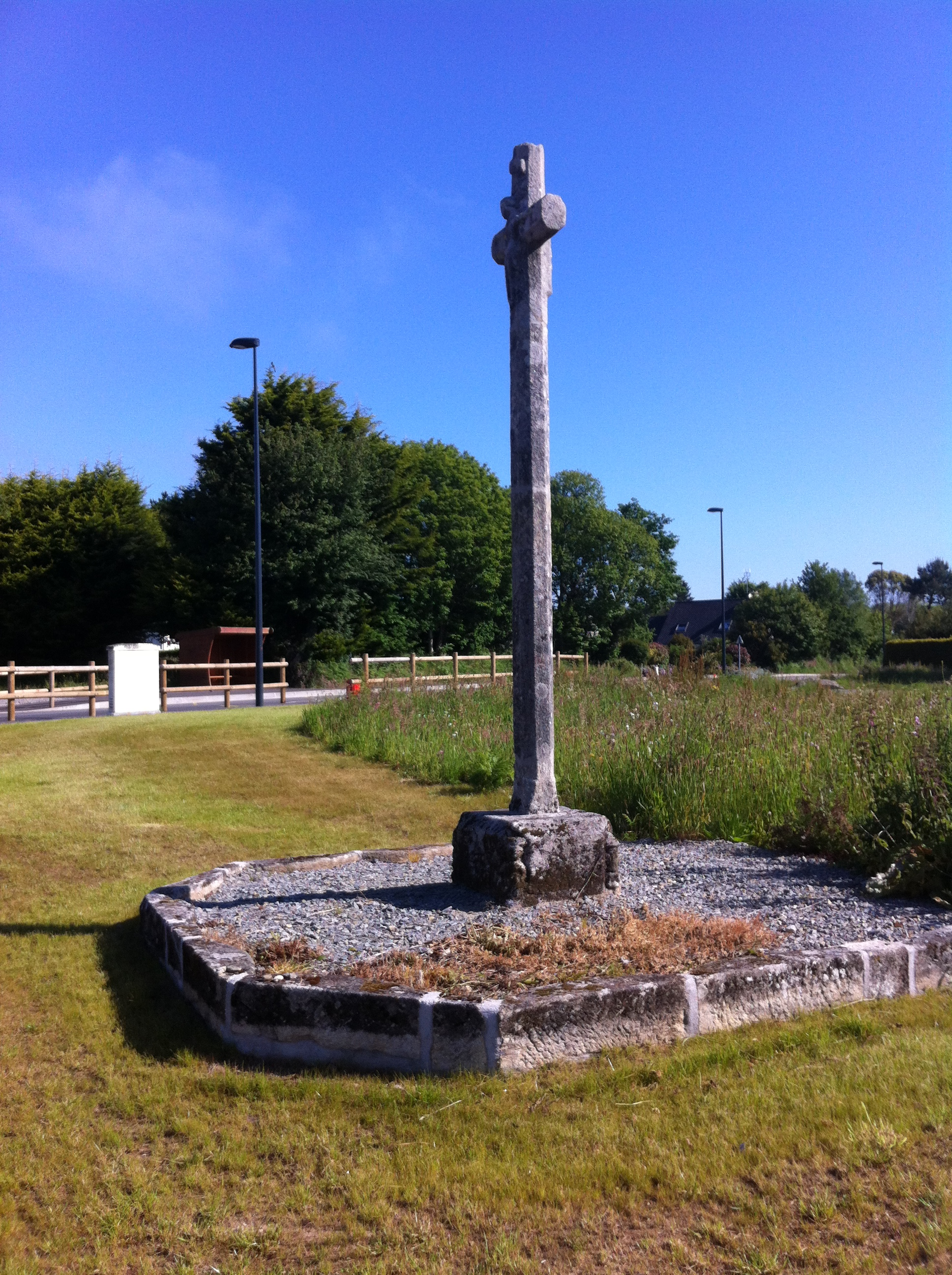
Le calvaire de Croas-an-Itron.

- Le menhir de Kerhuel fait l'objet d'une inscription au titre des monuments historiques depuis 1968[85].
- La croix de l'ancien cimetière, qui date du XVIe siècle, se trouve désormais au carrefour de Croas an Itron, sur la route de Concarneau.
- La croix de Kerléguen date probablement du XVIIIe siècle ; elle est située près de la fontaine Saint-Primel, laquelle alimente un lavoir au bassin long et étroit, pavé de dalles régulières, et bordé d'un double muret maçonné. Elle est encastrée dans une structure maçonnée présentant une niche voûtée en plein cintre abritant deux statuettes[86].
- La croix de la mission de 1886 a été transférée dans le nouveau cimetière en 1939[87].
- L'ancien château du Mur, son étang et son bois.
- Le manoir du Moustoir : de style gothique, il date de la fin du XIIIe siècle et a conservé son imposante fortification, un rempart carré bordé d'un parapet à mâchicoulis qui a dans l'un de ses angles une échauguette. Ce serait une ancienne commanderie des chevaliers hospitaliers de Saint-Jean-de-Jérusalem. C'est désormais un hôtel de charme renommé "Les Empreintes"[88].

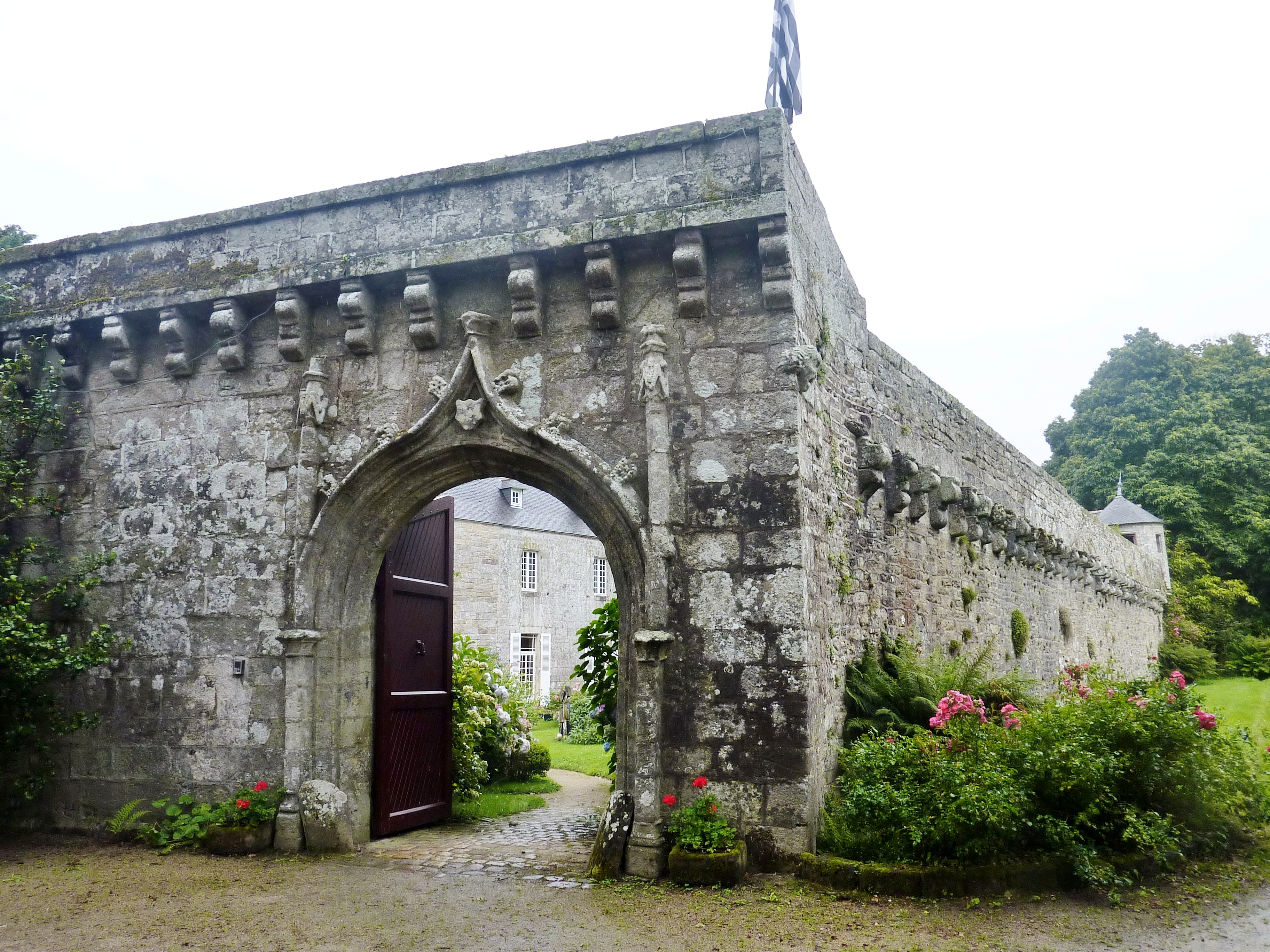
Saint-Évarzec : le manoir du Moustoir, mur extérieur
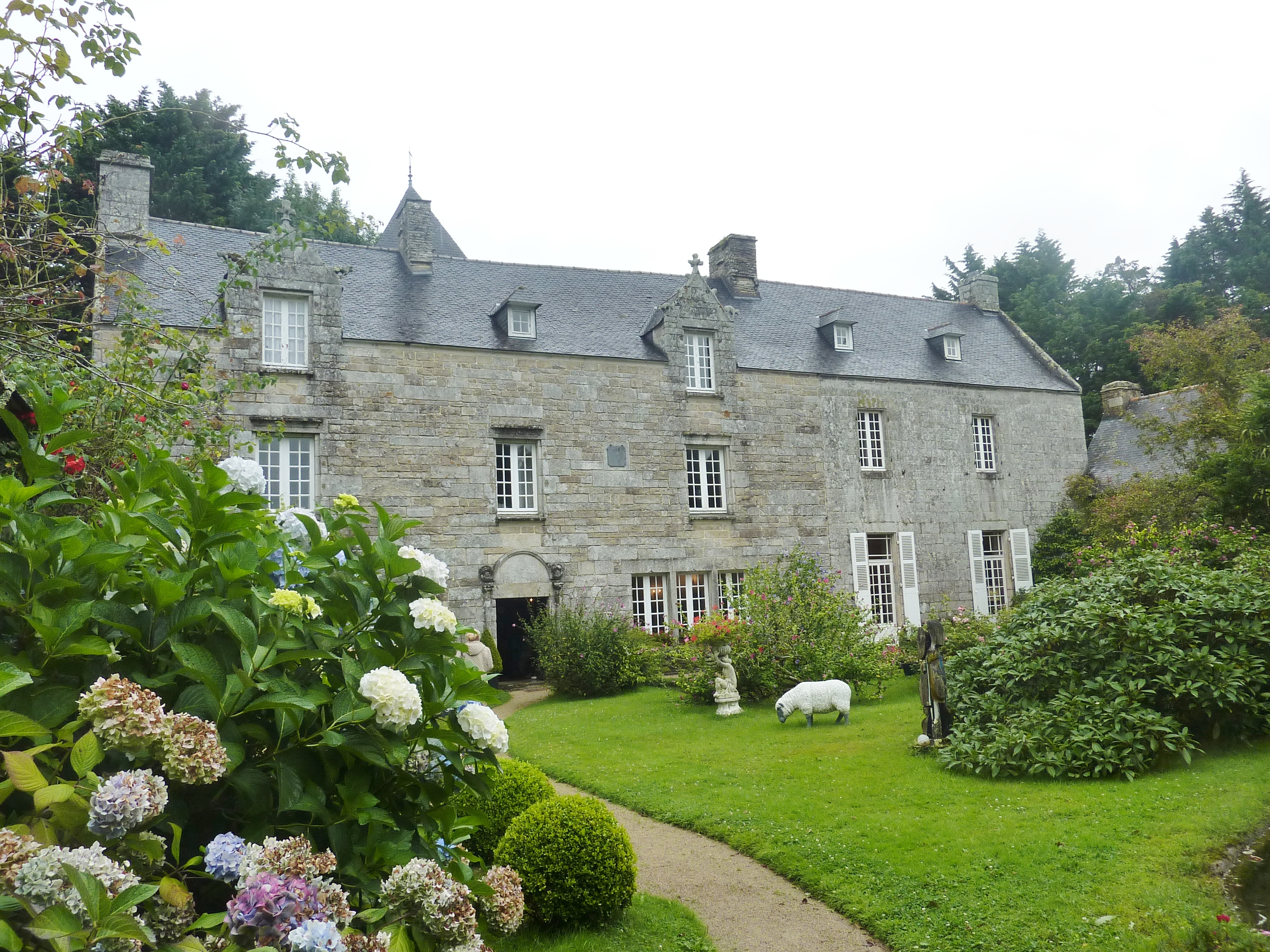
Saint-Évarzec : le manoir du Moustoir, façade et cour intérieure

- Le manoir de Kerinou.

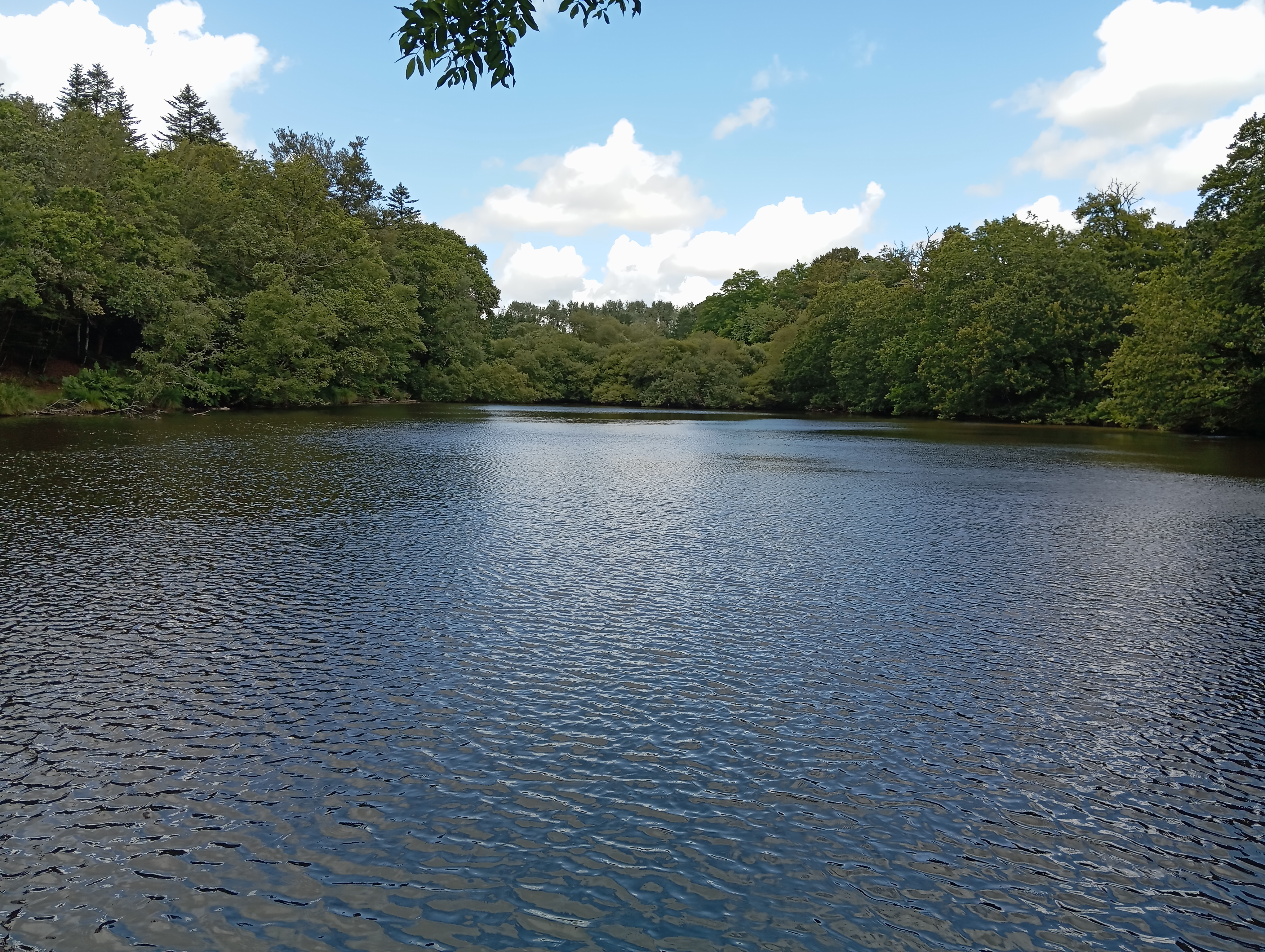
L'étang du Moustoir vue depuis sa digue.

- Le bois et l'étang du Moustoir : le bois est un espace naturel de 14 hectares créé au XIVe siècle qui abrite une flore diversifiée (forêt pluviale, allée de chênes et de hêtres, etc..). Il contient un étang d'1 hectare dont les eaux sont retenues par une digue datant du XVIIe siècle. Il a été acheté en 2014 par la commune de Saint-Évarzec[89].
- Le parc Saint-Primel ; sa zone humide a été réhabilitée en 2021[90].

- La maison de Cosquer-Vihan : ancienne « maîson de maître », accompagnée d'une grange datée de 1843.

## Sport
L'Union Sportive de Saint-Evarzec (USSE) est un club de football évoluant en Régional 3 depuis la saison 2023/2024.
Il y a également une équipe de rink hockey.
St-Evarzec a aussi la chance d'héberger le champion d'Europe de Gouren, Corentin Le Guen, grand supporter du SB29 également. Il a été sacré dans la catégorie -57 kg.